# Toilette

Zeichen 365-58 an Bundesautobahnen in Deutschland

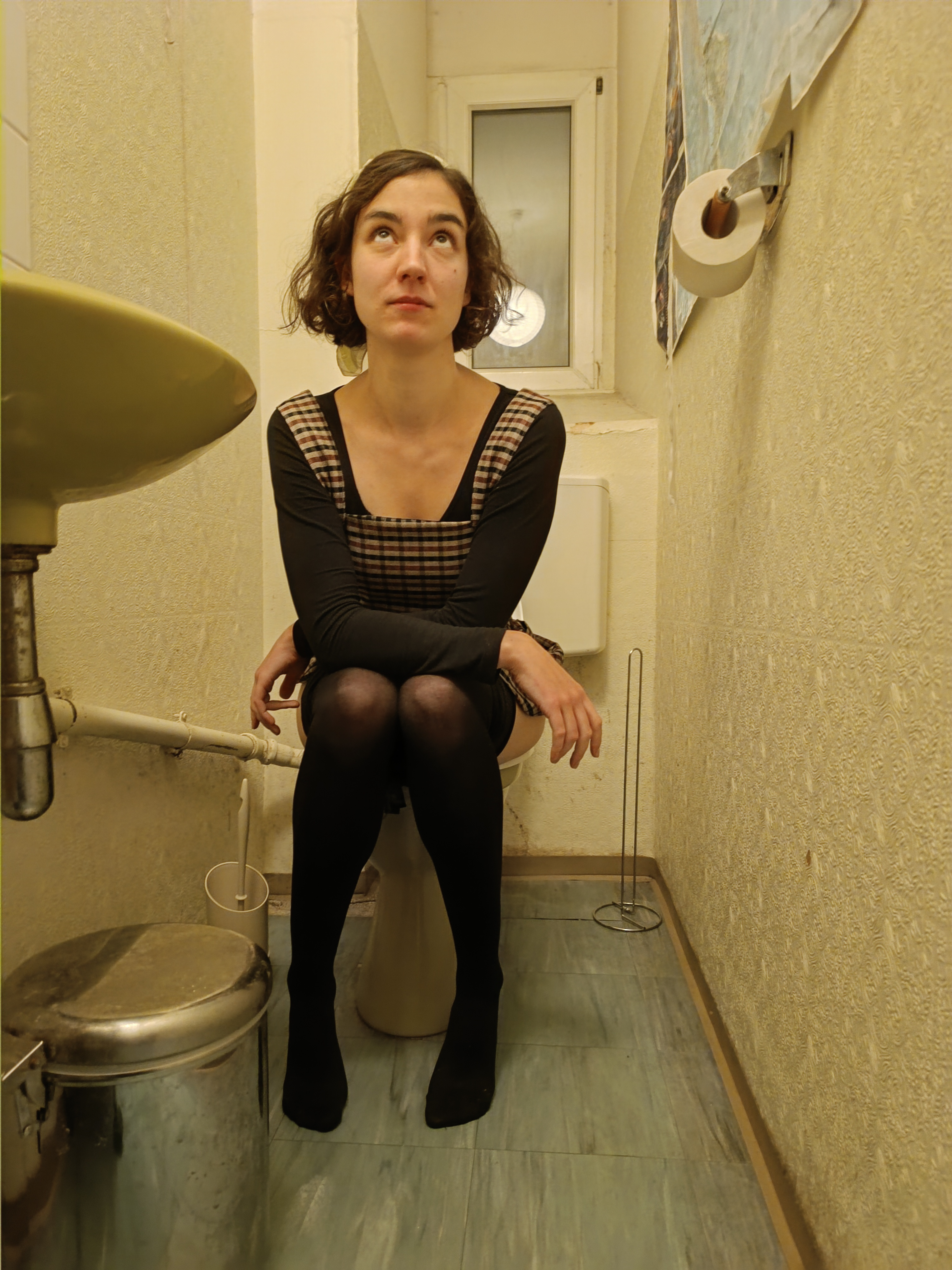
Frau bei Toilettengang

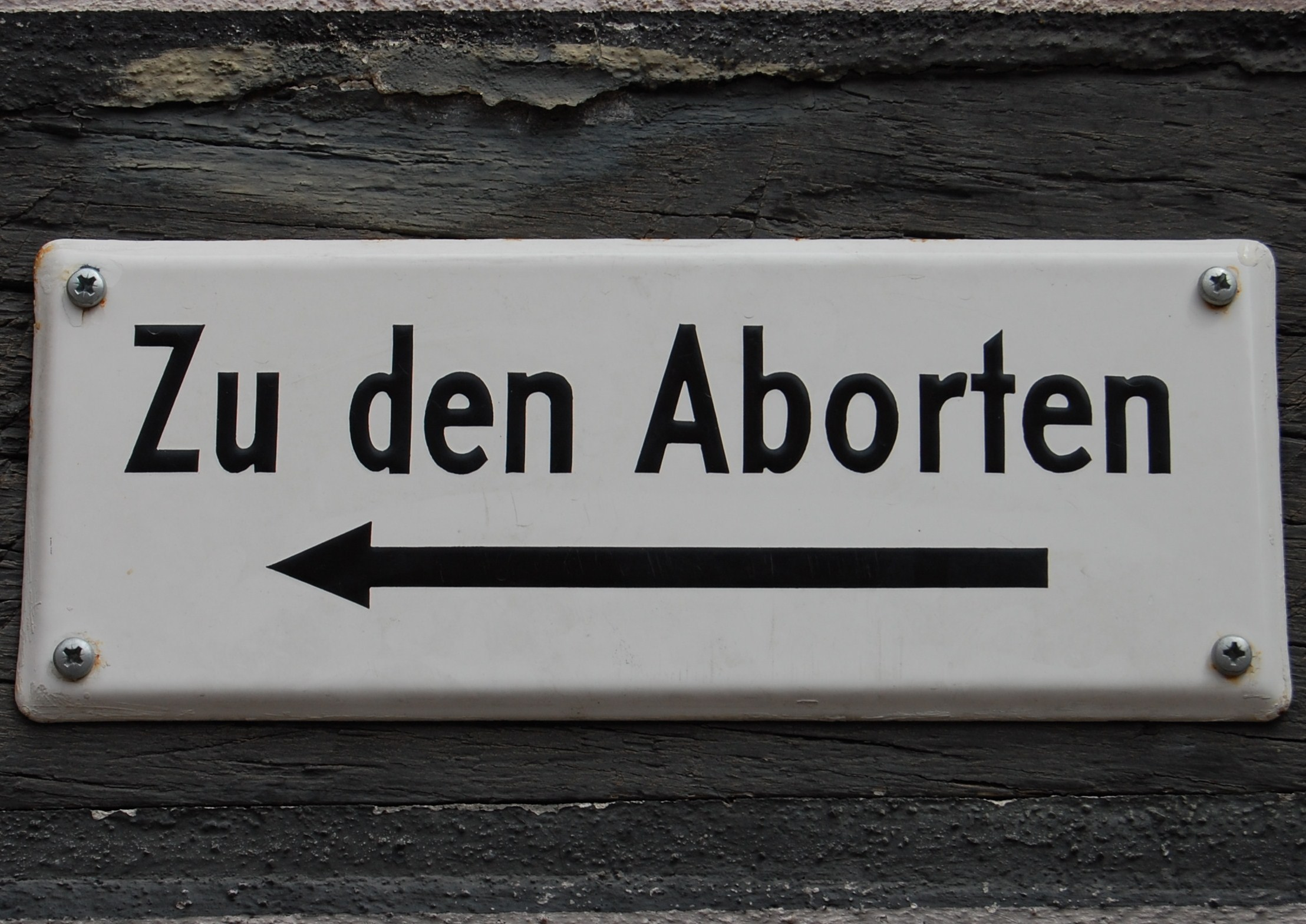
Historischer Toiletten-Wegweiser

Standardisiertes Zeichen zur Kennzeichnung von Toilettenräumen

Die Toilette [toˈlɛtə] oder [to̯aˈlɛtə] (von französisch toile ‚Tuch‘), auch Klosett (von englisch closet, auch nur kurz Klo), Null-Null (von ‚00‘) oder die Abkürzung WC (von englisch water closet ‚Wasserklosett‘) bezeichnet etwa seit dem 19. Jahrhundert eine sanitäre Vorrichtung zur Aufnahme von Körperausscheidungen (insbesondere Kot und Urin) und deren Entsorgung mit Hilfe von Wasser.
Daneben bezeichnen die Begriffe zugleich den Ort bzw. Raum, in dem sich die Vorrichtung befindet. Hierzu zählen auch Toiletten ohne Wasseranschluss, die nicht mit der Kanalisation verbunden sind, wie mobile Toiletten, Plumpsklos und die Komposttoilette. Auch das Urinal sowie das Pissoir, welche lediglich Urin aufnehmen, wird zu den Toiletten gezählt. Temporäre Lösungen, wie Abortkübel und der Nachttopf werden bzw. wurden in erster Linie dort genutzt, wo es in unmittelbarer Nähe keine Toilette gab.
2001 wurde die Welttoilettenorganisation gegründet, welche die Verbesserung der hygienischen Verhältnisse und des Zugangs zu Toilettenanlagen zum Ziel hat und den Welttoilettentag ausrief. Etwa sechs von zehn Menschen (also 4,3 Milliarden) hatten 2019 weltweit keinen Zugang zu hygienischen Sanitäranlagen, nach anderer Quelle (2010) etwa 2,5 Milliarden Menschen.

## Begriff

„Donnerbalken“ mit Soldaten des Ersten Weltkriegs

Der Begriff Toilette leitet sich aus der französischen Sprache ab, in welcher „toilette“ den Vorgang des Schminkens, Frisierens und Ankleidens der Hofdamen bedeutete – ursprünglich hießen Frisier- und Waschtische „toilettes“. Da die Frauen bei Hofe für ihre Toilette spezielle Ankleidezimmer besaßen und dort auf ihren Leibstühlen auch ihre Notdurft verrichteten, bürgerte sich diese Bezeichnung, zunächst nur außerhalb Frankreichs, für das Klosett an sich ein, und zwar im Deutschen im 19. Jahrhundert und im amerikanischen Englisch ab dem Ende des 19. Jahrhunderts. Das gleichbedeutende französisch toilettes (im Plural) ist erst seit 1964 lexikographisch verzeichnet.
Andere – oft scherzhafte und/oder veraltete/veraltende – Bezeichnungen für diesen (kleinen) Raum sind der Lokus (von lateinisch locus ‚Ort‘ bzw. locus necessitatis ‚Ort der Notdurft‘), die Latrine (von lateinisch lavare ‚sich baden/waschen‘), das Privé (französisch privé ‚vertraulich, privat‘), die Retirade (lat.-italienisch-französisch ‚Ort des Rückzugs‘), der Abtritt (eine Variante des ‚Austretens‘), der Abort oder auch das stille Örtchen. Vulgärbezeichnungen sind Scheißhaus (mittelhochdeutsch schîzhûs, ursprünglich nicht anstößig), Schlotte – eigentlich ein Hohlraum in wasserlöslichem Gestein – oder besonders im Militärjargon Donnerbalken. Dialektale Begriffe sind in Österreich und Bayern auch Häusl, in der Schweiz Hüüsli, verbreitet im Südwesten des deutschen Sprachgebiets sodann AB (verhüllend für Abort oder Abtritt). Früher übliche verschleiernde Bezeichnungen waren ferner Heimlichkeit oder heimliches Gemach sowie Dansker.
Alle diese Bezeichnungen zeigen das hohe Schamgefühl gegenüber einem der intimsten menschlichen Themen sowie den Wunsch nach dem Alleinsein während der Benutzung einer Toilette und sind damit Euphemismen, die sich aus Dingen der Umgebung der Toilette ableiten lassen; keines meint in seinem Ursprung die Schüssel selbst.
Hinweisschilder an Toiletten tragen oft die Aufschrift 00 oder 0. Das ergab sich, weil in Hotels im 19. Jahrhundert die Toilettenräume üblicherweise in der Nähe des Aufzugs oder des Treppenhauses lagen. Da dort meist die Nummerierung der Zimmer begann, trugen die Toilettenräume die Zimmernummer 0 oder auch zweistellig 00.
Die Toiletten sind meist mit einer WC-Brille und bereitgestellten Utensilien wie Abfalleimer, Toilettenbürste und Toilettenpapier ausgestattet.

## Geschichte

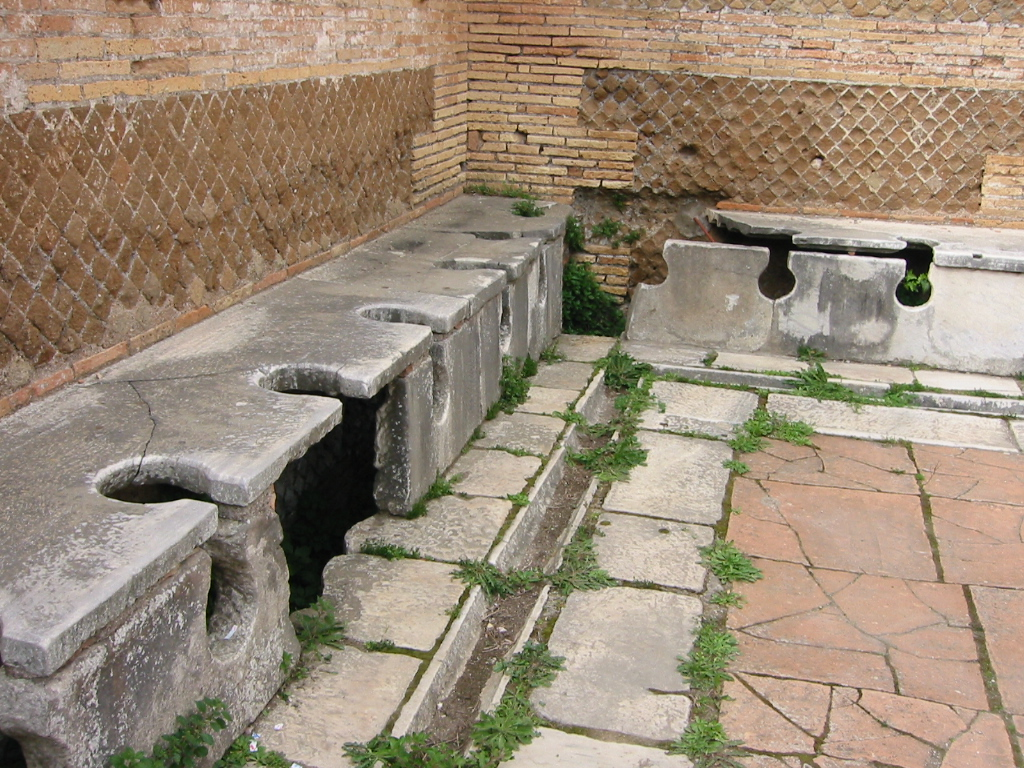
Antike öffentliche latrinae in Ostia Antica

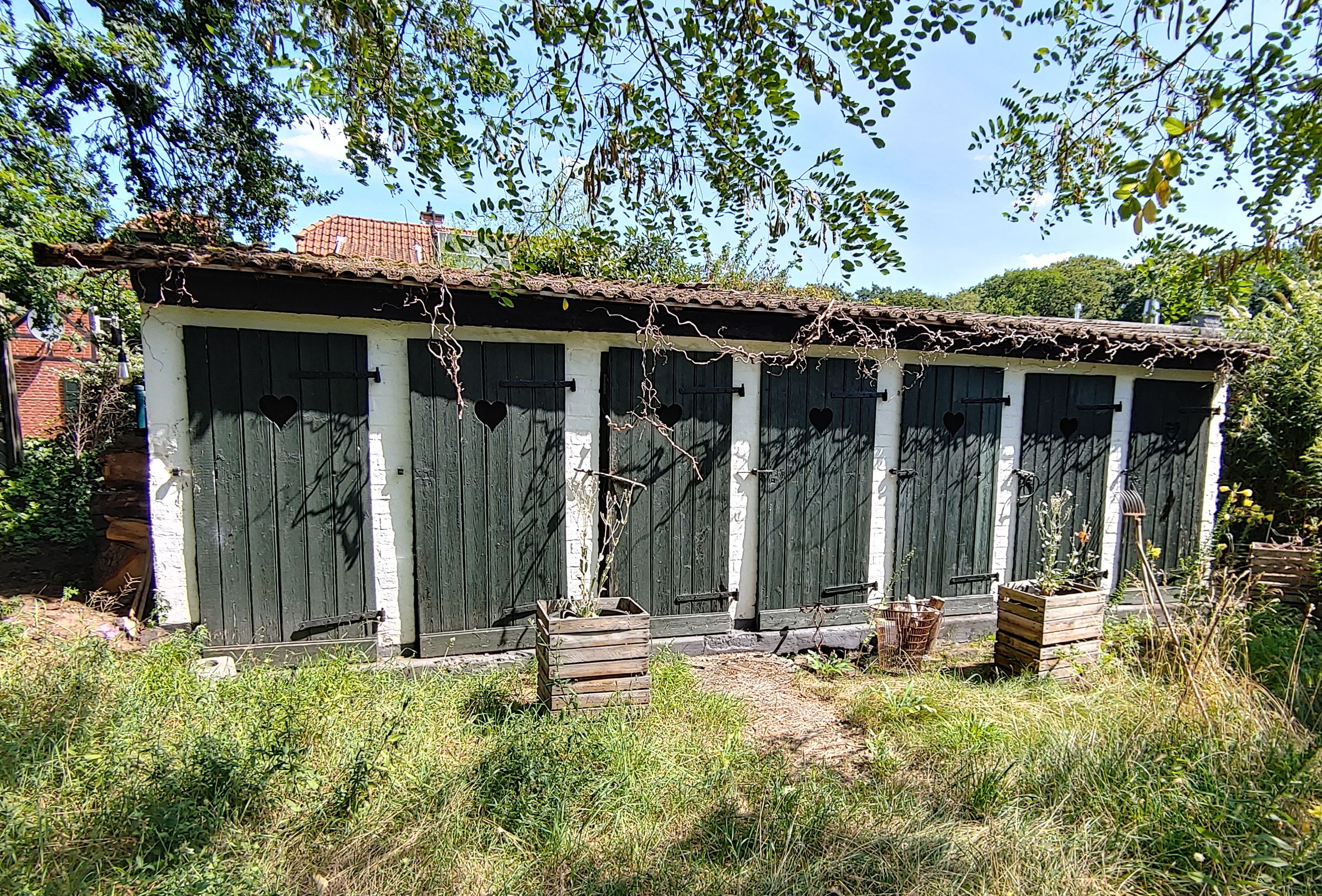
Einzige denkmalgeschützte Toilettenanlage Deutschlands in Köln Kunstfeld

Gut ausgebaute Abortanlagen gab es bereits um 2800 v. Chr. in Mesopotamien. In Mohenjo-Daro, der größten ausgegrabenen Stadt der Indus-Kultur, gehörten Toiletten zur Hausausstattung. Im minoischen Palast von Knossos auf Kreta gab es sanitäre Räume, unter anderem Toiletten mit Wasserspülung.
Auch die römische Kultur kannte WCs, Latrinen, bei denen die Fäkalien hygienisch durch Wasser entfernt wurden, das unter den Reihen der Lochsitze entlang floss. Da städtische Wohnungen, besonders in den großen Mietshäusern (Insulae) nicht über eigene Aborte verfügten, waren überall öffentliche Latrinen gegen ein geringes Entgelt benutzbar; die Aufseher kassierten, sorgten für Hygiene und gaben an Stöckchen befestigte frische Schwämme zur Körperreinigung aus. Zur Befeuchtung der Schwämme befand sich vor den Sitzreihen eine Rinne, durch die frisches Wasser floss. In den Häusern der Reichen (villae urbanae) und auf ländlichen Gutshöfen (villae rusticae) gab es oft eigene Anlagen, die den öffentlichen ähnelten, während die ärmere Landbevölkerung sich mit Plumpsklos oder der freien Natur behalf. In den öffentlichen Toilettenanlagen waren die einzelnen Sitze im Rechteck oder Halbkreis nebeneinander angeordnet, da der Stuhlgang keineswegs separiert erfolgte, sondern als geselliges Beisammensein mit Unterhaltung angesehen wurde. Lediglich die herunterhängenden Kleidungsstücke der Toga, Tunika oder Palla gewährten einen gewissen Sichtschutz. In den Städten des Altertums mündeten die Abflüsse in die großen Abwasserkanäle, die sogenannten Kloaken. Die bekannteste war die Cloaca Maxima in Rom. Diese Technik ging mit dem Ende des Römischen Reiches verloren. Als Pissoirs dienten oft Amphoren, da der gesammelte Urin als Mittel für die Ledergerbung und die Wäschereinigung eingesetzt wurde; die darauf erhobene Latrinensteuer soll Kaiser Vespasian mit den Worten pecunia non olet gerechtfertigt haben.
Im Mittelalter gab es in isoliert stehenden Gebäuden, etwa Burgen oder Klöstern, Toiletten in Form von Nischen und Erkern (Aborterker), die oft einfach ins Freie, in die Burggräben führten, eher selten gab es hölzerne Fallrohre.
Im städtischen Bereich wurden Toiletten in der Regel als Sickergruben angelegt. Die Abwässer wurden in Gräben, Gewässer oder Kanäle geleitet (→ Necessarium) oder sie versickerten einfach im Boden. Die Anlage von Sammelrohren wurde zwar angestrebt, aber kaum durchgeführt. Die Hauswasserversorgung erfolgte meist durch hauseigene Pumpen, Schöpf- und Ziehbrunnen, mit der Gefahr der Verseuchung durch ungeklärte Abwässer, die nahe den Brunnen versickerten. Besonders für das Mittelalter und die frühe Neuzeit sind diese Latrinen wichtige archäologische Quellen, da außer den Exkrementen auch andere Abfälle in die Gruben gelangten und die Erhaltungsbedingungen für organisches Material wegen des Sauerstoffmangels und dadurch fehlender Oxidations- und Gärprozesse dort meist gut sind.

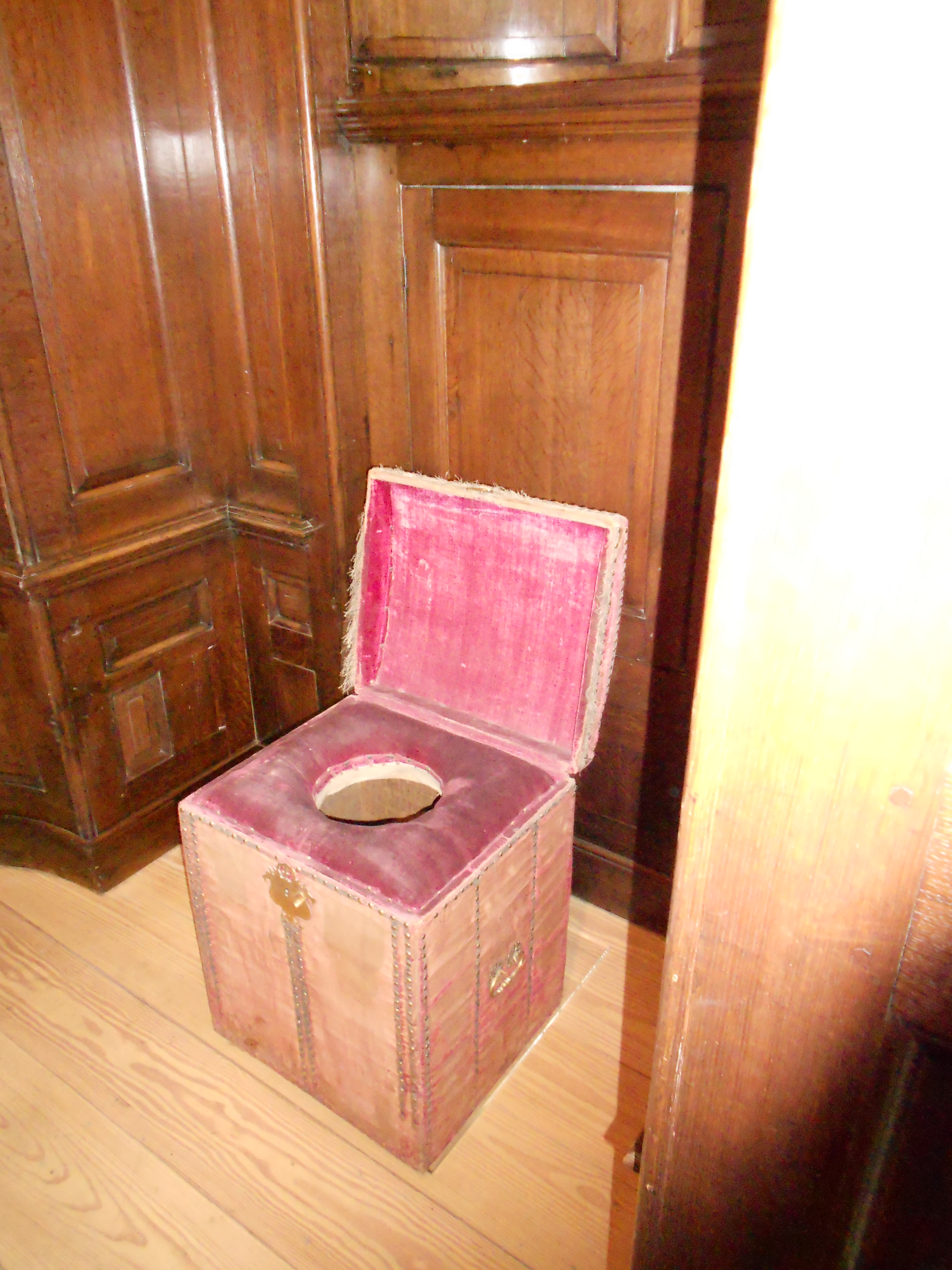
Leibstuhl König Wilhelms III. von England mit samtbespanntem Sitz, Hampton Court Palace

In großzügigen Schloss- und Palaisbauten des 17. und 18. Jahrhunderts waren Schlafgemächer und Kabinette der Besitzer sowie Gästezimmer mit tragbaren Leibstühlen oder kleinen Lavoirs ausgestattet. Die kleinen Nebenräume, in denen die mobilen Tragstühle standen, bezeichnete man als Retirade (von frz. retirer, „sich zurückziehen“), etwa im Schloss Schwetzingen. Bei großen Gesellschaften reichten diese jedoch nicht aus, sodass für die Notdurft oft ohne Hemmungen Korridore, Flure, Raumecken, Eingänge und Durchfahrten sowie Höfe, Gärten und Parkanlagen benutzt wurden, wodurch bisweilen ein penetranter Geruch die Schlösser durchzog. In dem Film Der Leopard (1963 von Luchino Visconti) schwenkt während der Ball-Szene die Kamera in ein Nebengemach, vor dem sich die Herren im Frack drängeln und das angefüllt ist mit unzähligen Glastöpfen voller Urin.
Im Jahr 1596 erfand Sir John Harington das erste Wasserklosett der Neuzeit. Seine Erfindung geriet aber wieder in Vergessenheit. 1775 erhielt der schottische Erfinder Alexander Cumming das Patent für seine Ausführung eines Wasserklosetts. 1777 erhielt Samuel Prosser ein Patent für ein plunger closet. Ein Jahr später entwickelte Joseph Bramah einen Toilettentyp, der häufig auf Schiffen und Booten eingebaut wurde. Gazeneuve et Companie erfand in Paris zu Beginn des 19. Jahrhunderts den geruchlosen beweglichen Abtritt, der viel zu einem verbesserten Wohnwert beitrug. Er verbreitete sich rasch und beschäftigte unter anderem den Münchner Architekten Leo von Klenze, der diese technische Innovation 1822 im neu erbauten Palais Leuchtenberg installierte.
Ende des 18. und Anfang des 19. Jahrhunderts gab es in manchen größeren Städten Abtrittanbieter, die mit Eimern ausgestattet waren und so Passanten die Verrichtung der Notdurft ermöglichten. Im 20. Jahrhundert wurden Latrinen von Abfuhrunternehmen, so genannten Dampf-Latrinen-Reinigungsanstalten, entleert.
1834 ließ der Präfekt Claude-Philibert de Rambuteau in Paris die ersten öffentlichen Pissoirs errichten.
Wo in Deutschland die erste Toilette mit Wasserspülung installiert wurde, ist strittig. Bekannt ist, dass im Schloss Ehrenburg in Coburg 1860 eine installiert wurde. Sie wurde damals für Queen Victoria, die dort häufig zu Gast war, eigens aus England importiert. Älter ist das WC im Schloss Bad Homburg. Die Ehefrau von Landgraf Friedrich Josef VI., Elisabeth, eine Tochter des englischen Königs Georg III., ließ bereits 1820 eine Toilette mit Wasserspülung bauen. Diese ist nicht mehr erhalten, da sie späteren Renovierungen zum Opfer gefallen ist.
Der Entwickler des WCs ist der englische Klempner George Jennings (1810–1882): Er stellte es auf der Great Exhibition im Jahre 1851 im Hyde Park in London aus. In Deutschland verbreiteten sich Toiletten mit Wasserspülung gegen Ende des 19. Jahrhunderts in den Städten, als Wasseranschlüsse in den Häusern und vor allem die Kanalisation üblich wurden. Auf dem Land blieben dagegen oft noch bis in die Zeit nach dem Zweiten Weltkrieg Plumpsklos üblich, also Abtritte mit Sickergruben (Latrinen), wie sie zuvor auch in den Städten üblich waren.
Das Sammeln von Urin war vormals für verschiedene Handwerke wichtig, weil dieses Ammoniak enthält und zum Textilienfärben, Gerben von Leder und Lederfärben sowie zum Wäschewaschen verwendet wurde.

## Typen

### Porzellanstandardbecken
Am weitesten verbreitet sind WCs aus Porzellan mit Toilettenspülung und Kanalisation. Hierbei gibt es folgende Bauarten:

#### Flachspüler

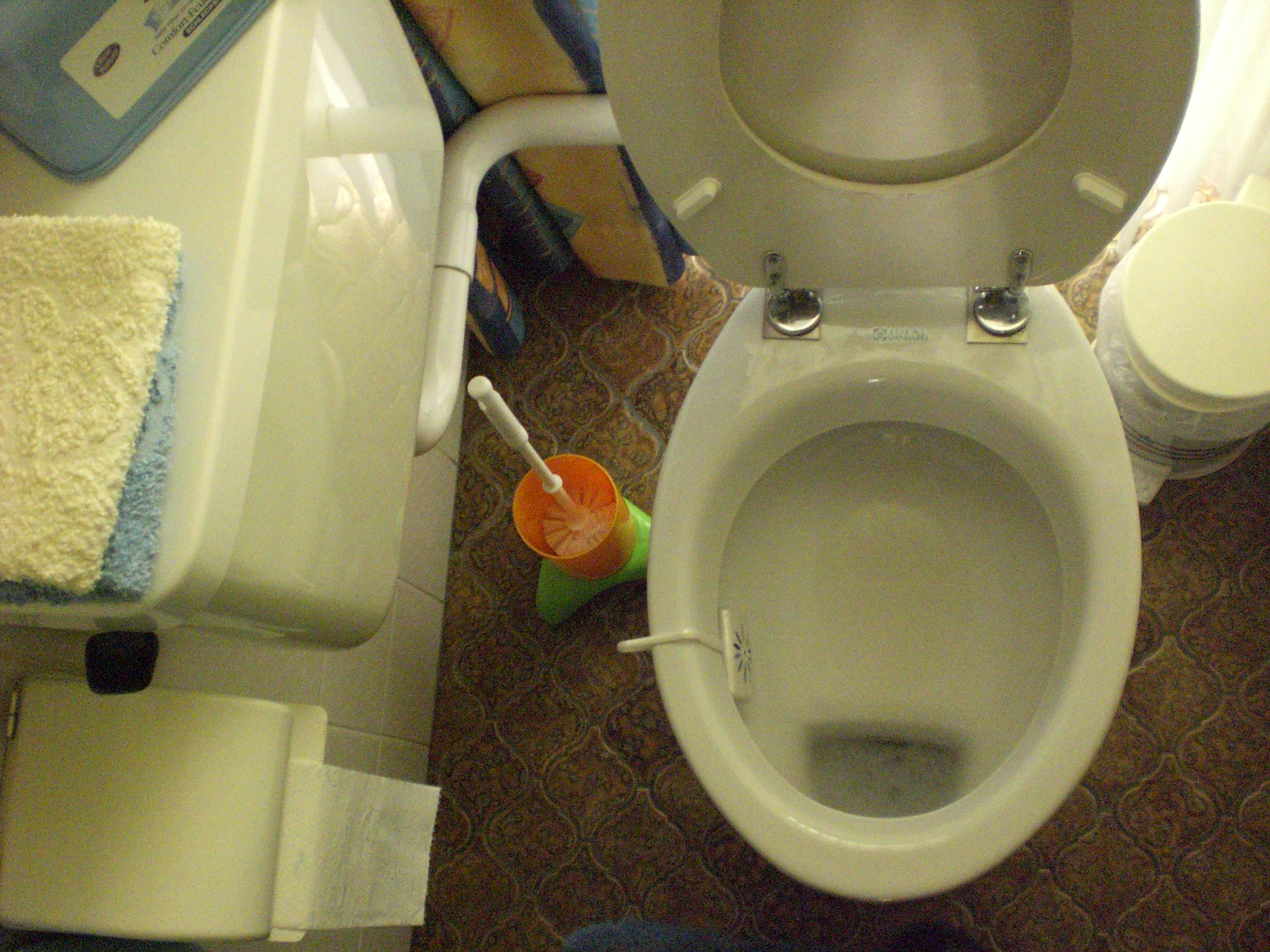
WC-Flachspülbecken mit nicht wassersparendem Spülsystem

Sitzklosett, bei dem sich unter dem Gesäß des Benutzers eine Art Stufe befindet, auf die die Ausscheidungen fallen. Der Ablauf zum Siphon ist beim Flachspüler vorne (zur Raummitte). Die Ausscheidungen verschwinden erst beim Spülen über das Siphon in das Abwassersystem. Dadurch besteht die Möglichkeit der Inspektion des Stuhls (Farbe, Konsistenz, Blutauflagerungen, Wurmerkrankungen) sowie der Entnahme einer Stuhlprobe zum Zwecke weiterer medizinischer Diagnostik. Der größte Nachteil dieser Bauart ist die starke Geruchsentwicklung, weswegen öffentliche und private Toiletten seit den 1990er Jahren auf Tiefspüler umgerüstet wurden.

#### Tiefspüler
Sitzklosett, bei dem die Exkremente in das Wasser eines Siphons fallen, der sich unter dem Gesäß des Benutzers befindet. Dadurch ist die Geruchsentwicklung gering, weil das Wasser den Kontakt der Exkremente mit der Raumluft verhindert. Ein Nachteil gegenüber dem Flachspüler ist jedoch, dass das Wasser oft an das Gesäß hochspritzt.
Eine Abwandlung dieses Spülsystems ist das Kaskaden-WC (auch Cascade-Spüler genannt): Der Ablauf zum Siphon ist hierbei ganz hinten (wandseitig), das Hochspritzen des Wassers wird durch eine Keramikzunge verhindert.
Der Spülvorgang unterscheidet sich bei europäischen und nordamerikanischen Toiletten: Während in Europa das beim Spülen einlaufende Wasser die Exkremente wegtransportiert, wird in Nordamerika in den oft mehrfach mäandernden Siphon ein Teil des Spülwassers als Wasserstrahl eingeleitet. Die Funktion ist die einer Strahlpumpe, das Wasser dient als Treibmedium, zum Spülende dem eines Saughebers. Der Inhalt der Schüssel wird somit durch Sog entleert und dann wieder aufgefüllt. Der Wasserstand in amerikanischen Tiefspülern ist zudem deutlich höher als in europäischen.
Als weitere konstruktive Neuerung finden seit den 2010er Jahren Toilettenschüsseln ohne Spülrand, die einfacher zu reinigen sind, zunehmende Verbreitung.

#### Kindertoilette

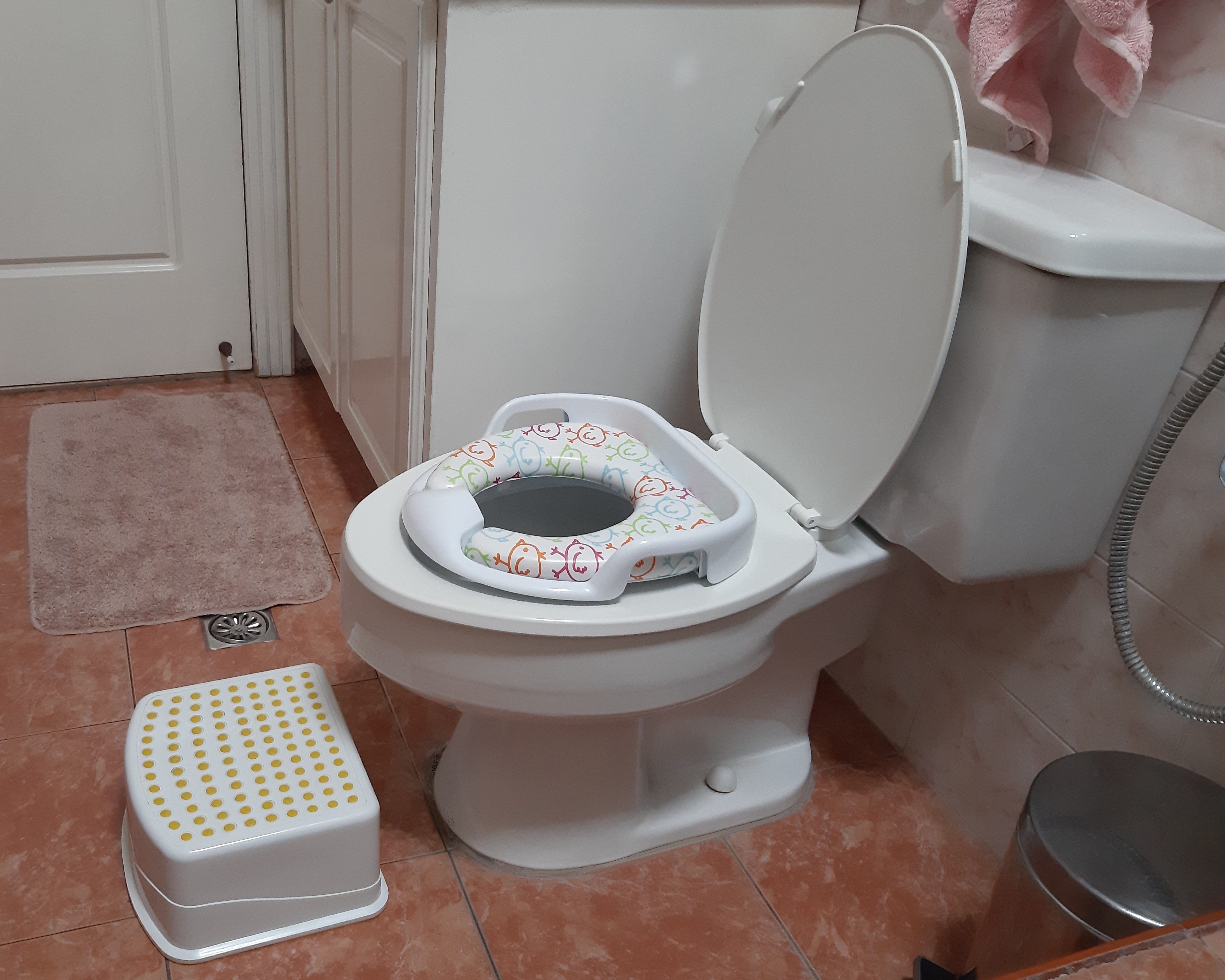
Kindertoilettensitz

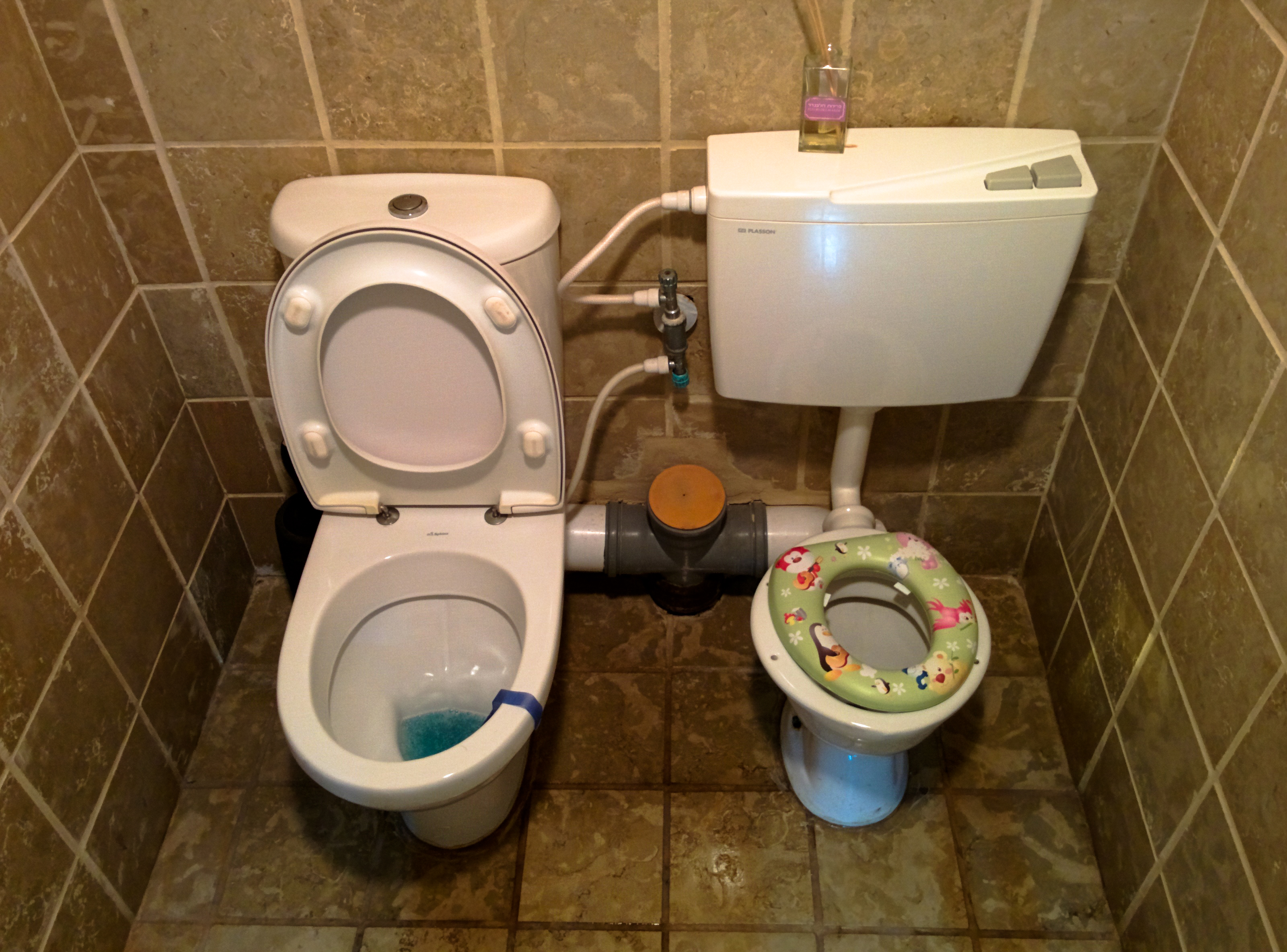
Rechts eine Kindertoilette

In manchen Einrichtungen für kleinere Kinder wie Kindergärten gibt es Kindertoiletten.
Zur Gewöhnung eines Kindes, das bislang noch ein Töpfchen benutzt hat, gibt es Toilettensitze mit einer kleineren Öffnung, damit das Kind nicht in die Toilette fallen kann. Für die Benutzung von beiden benötigen die Kinder bis ins Kindergartenalter immer den Beistand einer Betreuungsperson.

#### Hocktoilette

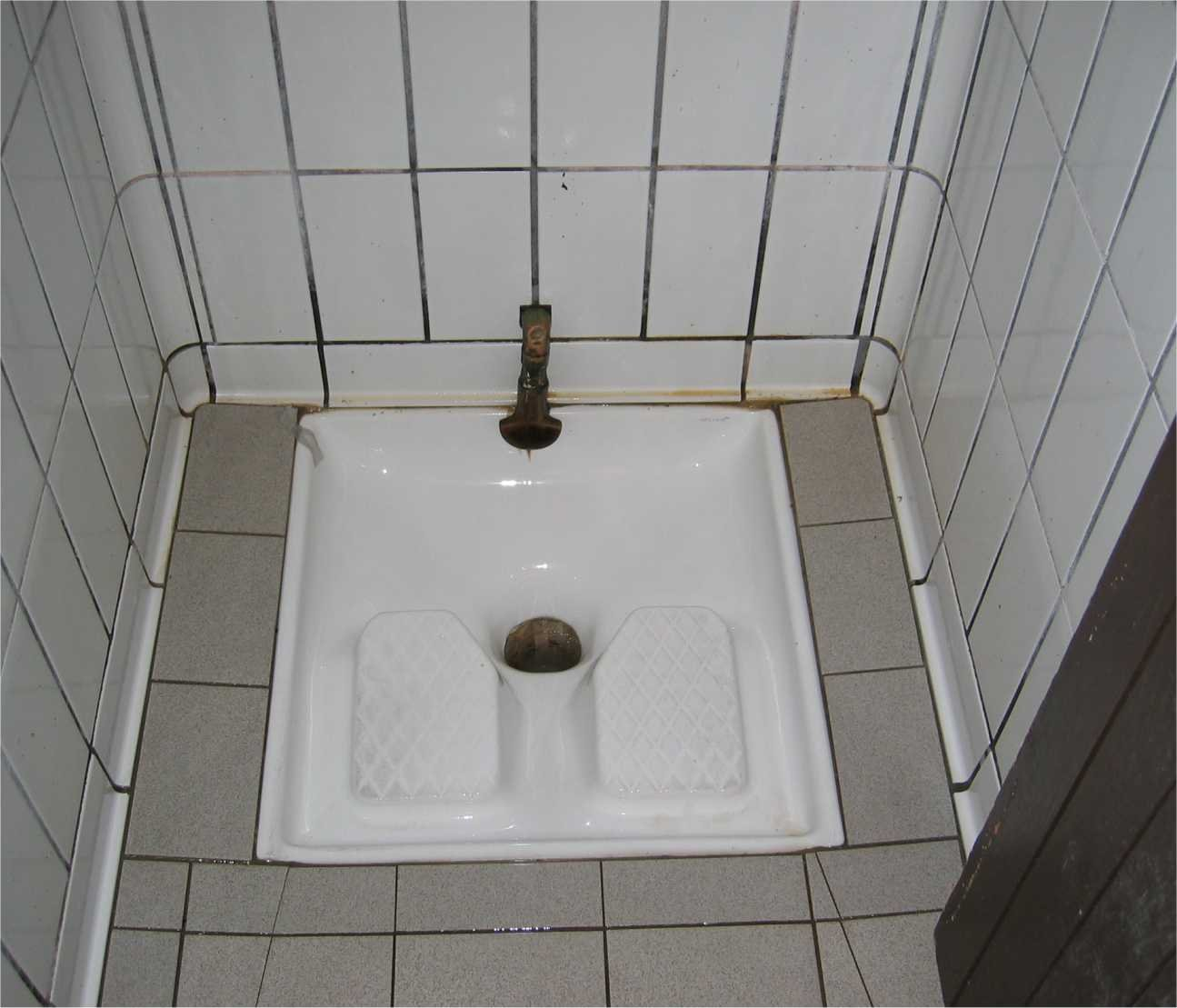
Hockklo an einer französischen Autobahntankstelle

Bei einer Hocktoilette (manchmal Stehtoilette genannt) sitzt der Benutzer auf keiner Schüssel, sondern befindet sich in Hocke. Die Toilette kann dabei ein einfaches Loch oder eine Rinne im Boden sein. Inzwischen gibt es größere, beckenähnliche Konstruktionen. Hocktoiletten sind in Asien, Südeuropa und islamischen Ländern verbreitet. Da kein direkter Kontakt von Körper und Toilette entsteht, werden sie oftmals als besonders hygienisch angesehen. Für Unerfahrene ist die Benutzung durchaus schwierig. Umgekehrt kann auch die Benutzung eines Sitzklos ein Problem für Menschen darstellen, die daran nicht gewöhnt sind und den Kontakt zwischen Gesäß und Klobrille als unhygienisch empfinden. Vorteilhaft ist bei der natürlichen Hockstellung, dass der Enddarm nicht abgeknickt wird, anders als bei Sitztoiletten.

#### Stehende oder hängende Toilettenbecken
Früher war es üblich, Toilettenbecken frei im Raum aufzustellen. Das voluminöse Abflussrohr verlief durch den Boden oder in die Wand und dann abwärts, bei an der Wand hängenden Toilettenbecken in die Wand hinein oder in einer gemauerten Wandnische unter dem Putz. Die Zufluss- und Abwasserleitungen liegen oft unsichtbar hinter einer Trockenbaukonstruktion.
Als einfache Lösung, um die Abflussleitung vollständig zu verbergen und zugleich die Reinigung des Bodens zu erleichtern, bot es sich an, das Toilettenbecken wandhängend an der Konstruktion aufzuhängen. Hänge-WCs haben bei Neubauwohnungen die weiteste Verbreitung. Ihre Anschlussmaße bestimmen sich nach der DIN EN 33:2011-11.

#### Dusch-WCs
Moderne Toiletten werden auch als Dusch-WCs gestaltet. Diese haben in der Schweiz einen Marktanteil von 10 Prozent und in Deutschland 1 Prozent. In Japan und Korea sind sie (unter der Bezeichnung Washlets mit zahlreichen Zusatzfunktionen) häufiger verbreitet. Der Anteil von Dusch-WCs beträgt in Japan ca. 80 Prozent, in Korea 30 Prozent.

### In Verkehrsmitteln

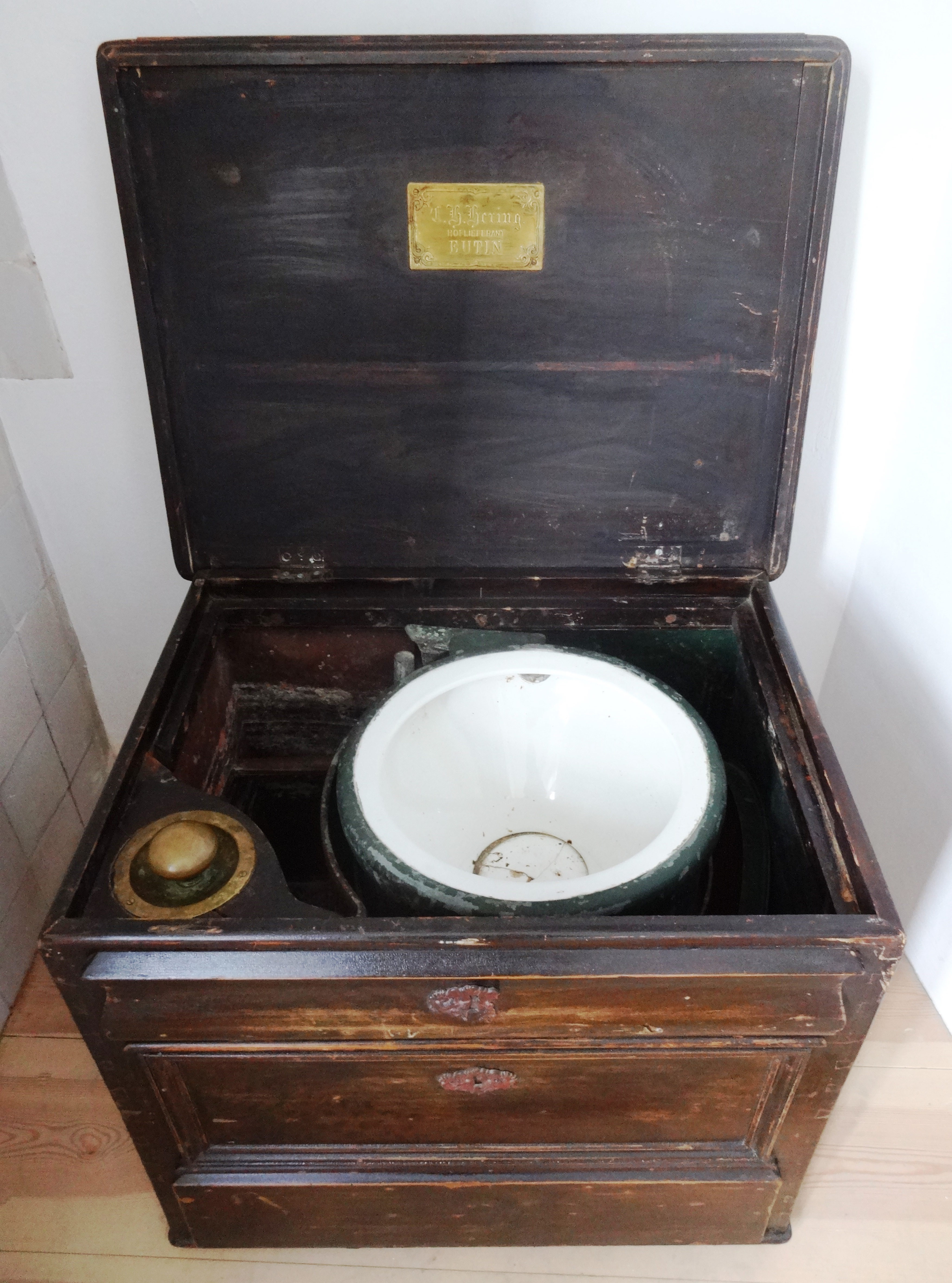
Reisetoilette, um 1850 (Schloss Eutin)

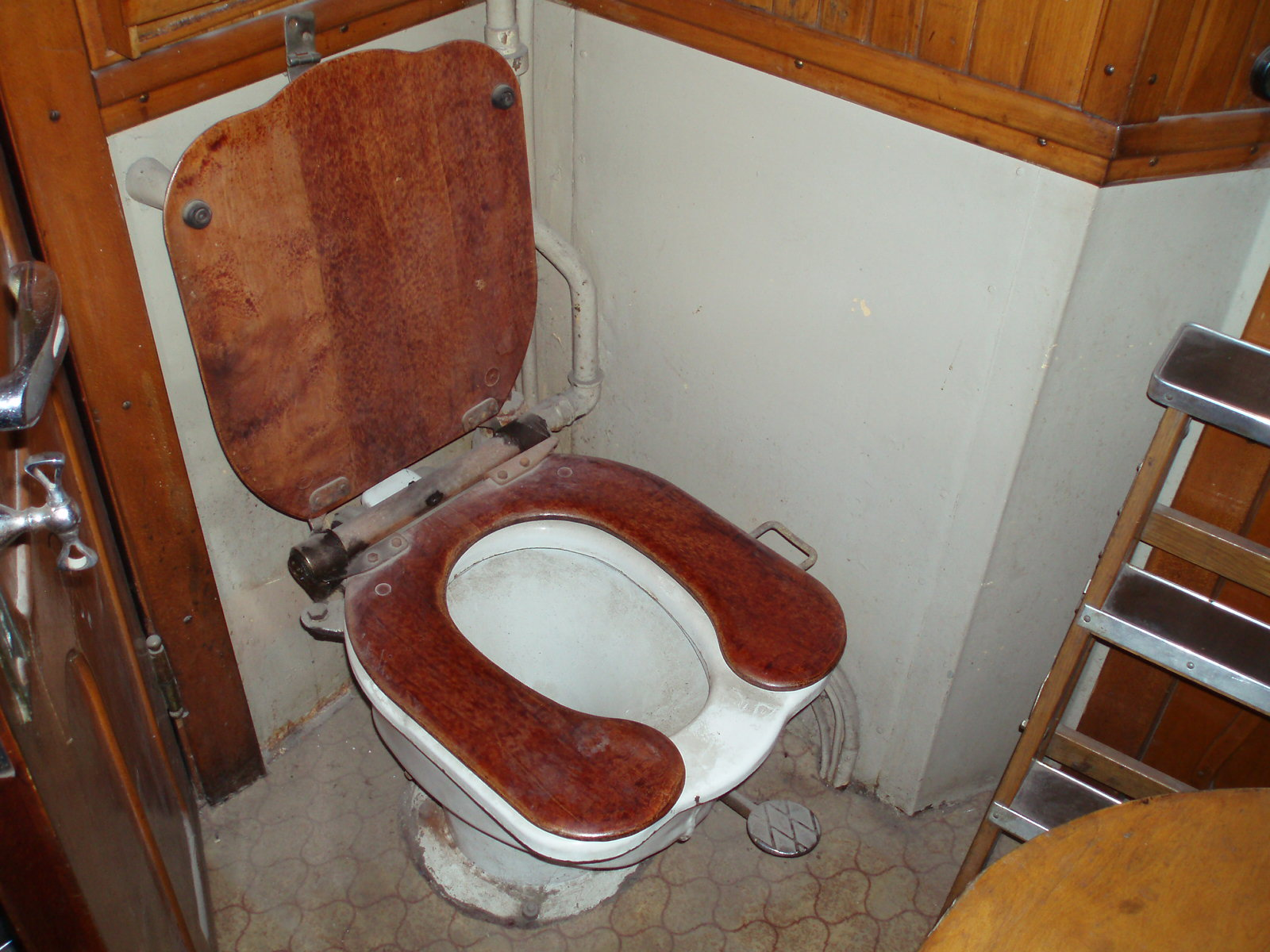
Von Josef Stalin auf seiner Reise zur Potsdamer Konferenz 1945 verwendete Zugtoilette, Josef-Stalin-Museum in Gori

In Eisenbahnen sind im Allgemeinen Unisex-Toiletten üblich. Versuche, geschlechtergetrennte Toiletten zu etablieren, waren nicht erfolgreich.

#### Offene Bauart
Bei der „offenen Bauart“ spricht man auch von einer Fallrohrtoilette, bei der die Entleerung direkt nach außen erfolgt. Bei der Eisenbahn war dies früher das in den Waggons am weitesten verbreitete System, weswegen in Bahnhöfen das Benutzen der Bordtoilette verboten war. Den Vorteilen der einfachen Bauart, der ständigen Verfügbarkeit und der nicht notwendigen Entleerung eines Sammelbehälters stehen Verschmutzungs-, Infektions- und Umweltprobleme gegenüber.

#### Geschlossene Bauart
Toiletten mit geschlossener Bauart haben einen Abwassertank, der normalerweise alle ein bis zwei Tage ins Abwasser entleert wird. Die geschlossenen Bauarten (mit oder ohne Behandlung der Abwässer) werden überwiegend per Unterdruck entleert; dies ermöglicht es, beim Spülen Wasser zu sparen.
- Vakuumtoiletten: Vakuumtoiletten werden in Flugzeugen, auf Schiffen, modernen Zügen sowie in der bemannten Raumfahrt eingesetzt. Toiletten im Weltraum sind wegen der fehlenden Schwerkraft nach einem staubsaugerähnlichen Prinzip konstruiert. Die Öffnung ist nur etwa handtellergroß und die Benutzung muss trainiert werden.
- Vorteil von Chemietoiletten ist, dass das Abwasser weniger oft entsorgt werden muss, der Nachteil sind die umweltschädlichen Chemikalien.
- Bei der biologischen Behandlung der Abwässer wandeln Mikroorganismen die Fäkalien so um, dass der Wasseranteil wieder als Brauchwasser verwendet werden kann. Biologische Toiletten ermöglichen lange Entleerungszyklen. Nachteil ist, dass das System „kippen“ kann, wenn beispielsweise die WC-Schüssel mit den falschen Chemikalien gereinigt wird.

### Weitere Arten
- Donnerbalken („Plumpsklo“, „Reihenklosett“)
- Toilette mit Sickergrube
- Toilette mit antiseptischem Tank, etwa Kanister-groß für das Wohnmobil oder als kranbare Kunststoff-WC-Zelle für Baustelle und Veranstaltung
- Toilette mit septischem Tank und Klärbeet (Pflanzenkläranlage) für flüssige Fäkalien
- Komposttoilette bzw. Trockentrenntoilette (TTC) (auch Trockenklo): Toilette mit Feststoffkompostierung und Urintrennung
- Komposttoilette ohne Urintrennung
- Abortkübel – Bergmannsklo für die Bergleute unter Tage, sowie für die städtische Abfuhr („Fasslwirtschaft“, Graz: 1872, Seifenfabrik)
- Bedürfnisanstalt – öffentliche größere Toilettenanlage
- Bordtoilette auf Schiffen, in Flugzeugen, Zügen oder Reisebussen
  - speziell in der Raumfahrt die Weltraumtoilette
- Feuerklosett – um 1900 in der Entwicklung befindliche Art von Bedürfnisanstalten mit integrierter Verbrennung der Exkremente
- Steckbecken, Urinflasche, Nachttopf – Behälter zur Darm- und Blasenentleerung
- Mo San für Slums

Alternativ werden zunehmend Vakuumtoiletten dort eingebaut, wo eine Stoffstromseparation notwendig ist (wie in der radiologischen Abteilung von Krankenhäusern) oder wo eine ökologische Abwasserbehandlung mit Anaerobverfahren vorgesehen ist. Teilweise werden auch sonstige Toiletten mit der Möglichkeit einer Urinseparation erprobt.

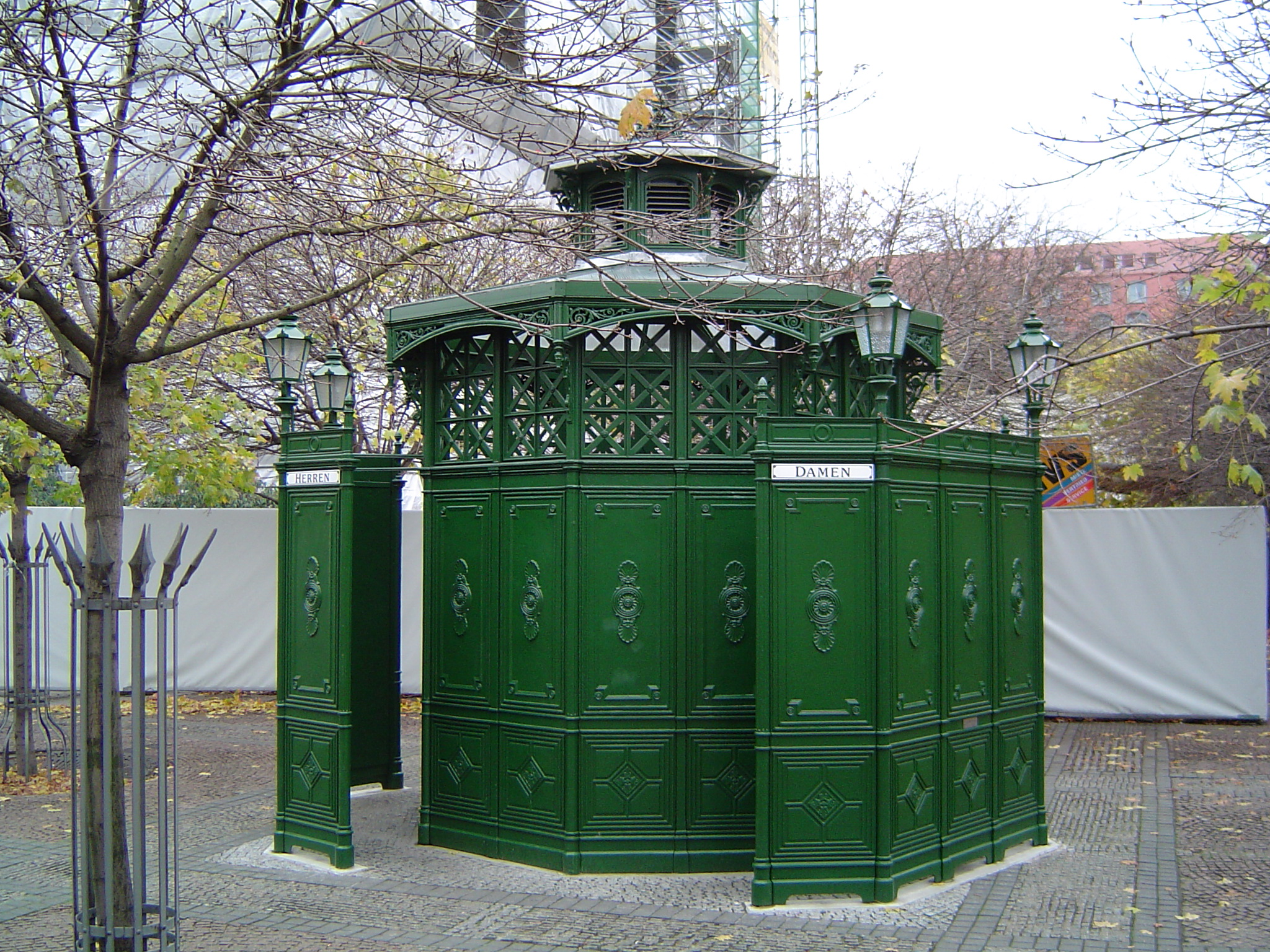
Toilettenhäuschen in Berlin, umgangssprachlich Café Achteck
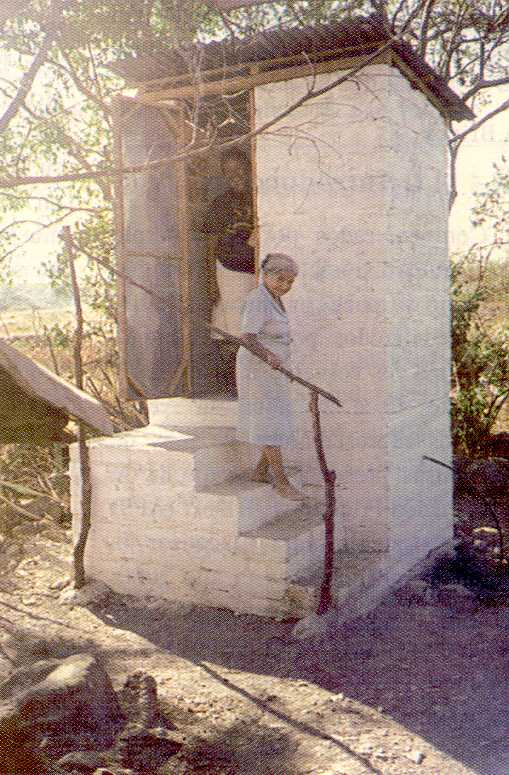
Freistehende Latrine, El Salvador
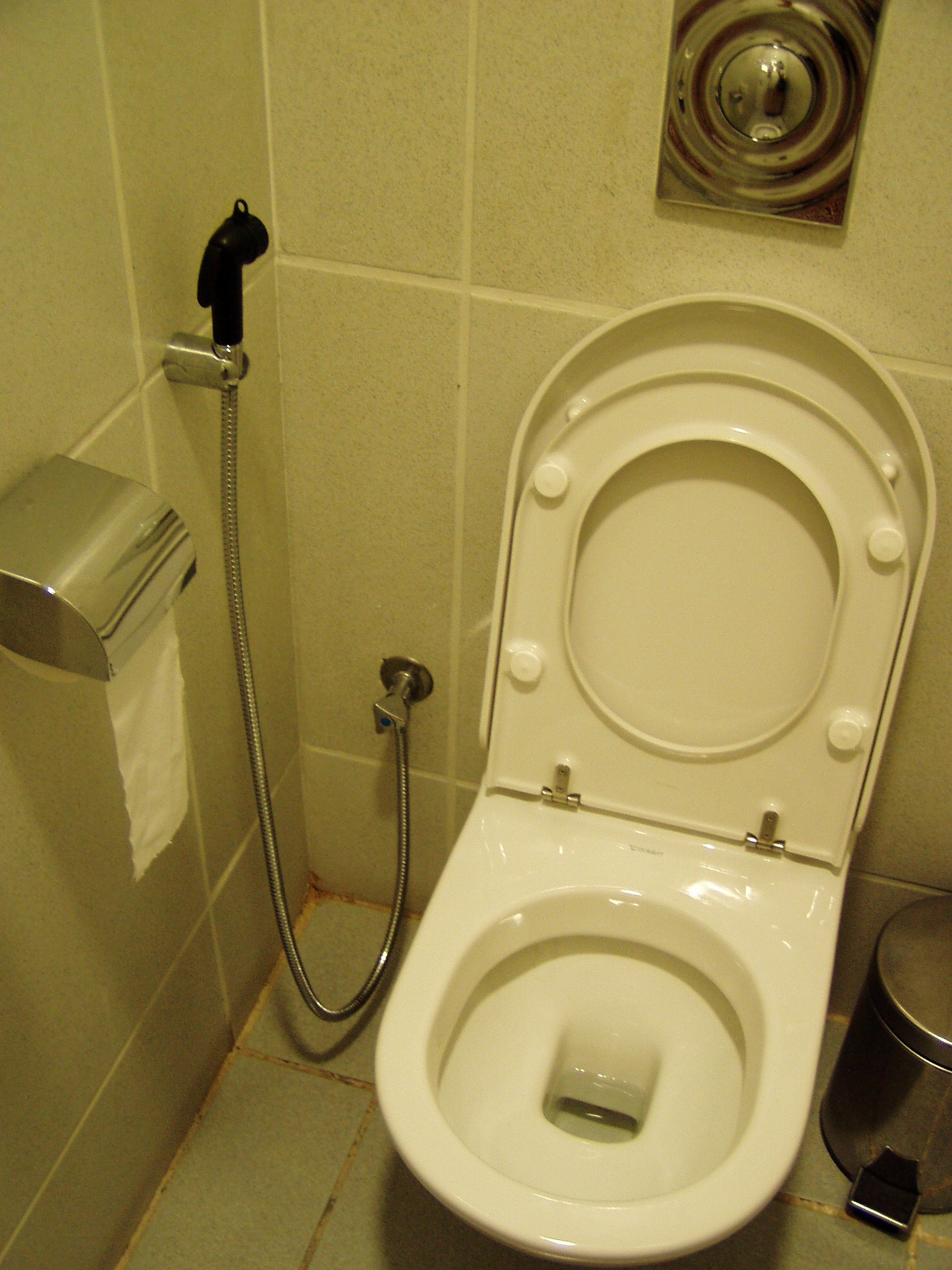
In orientalischen Ländern ist oft ein Wasserschlauch (links) zu finden
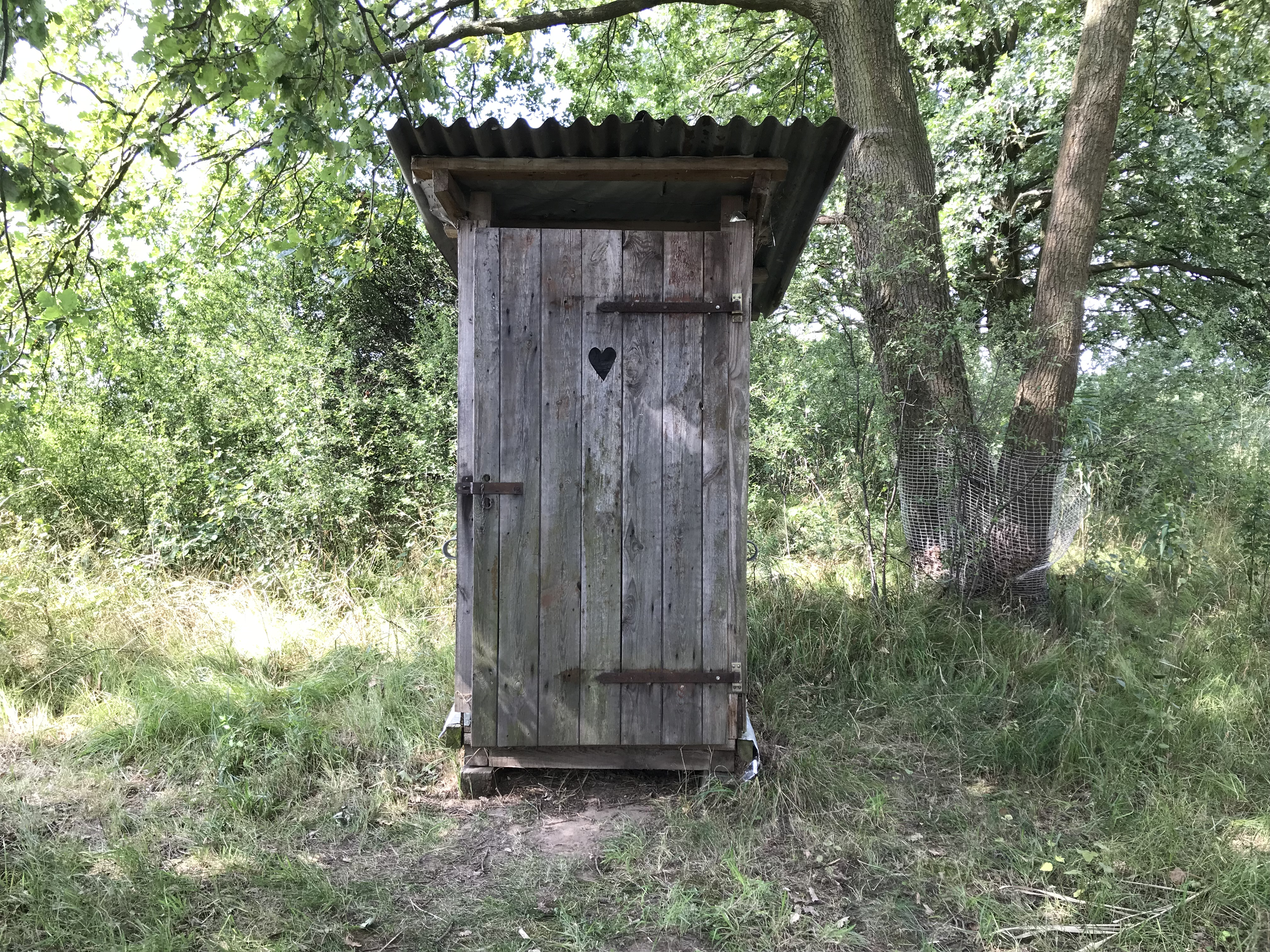
Toilettenhäuschen aus Holz an einem Teich in Brandenburg nahe der Grenze zu Polen
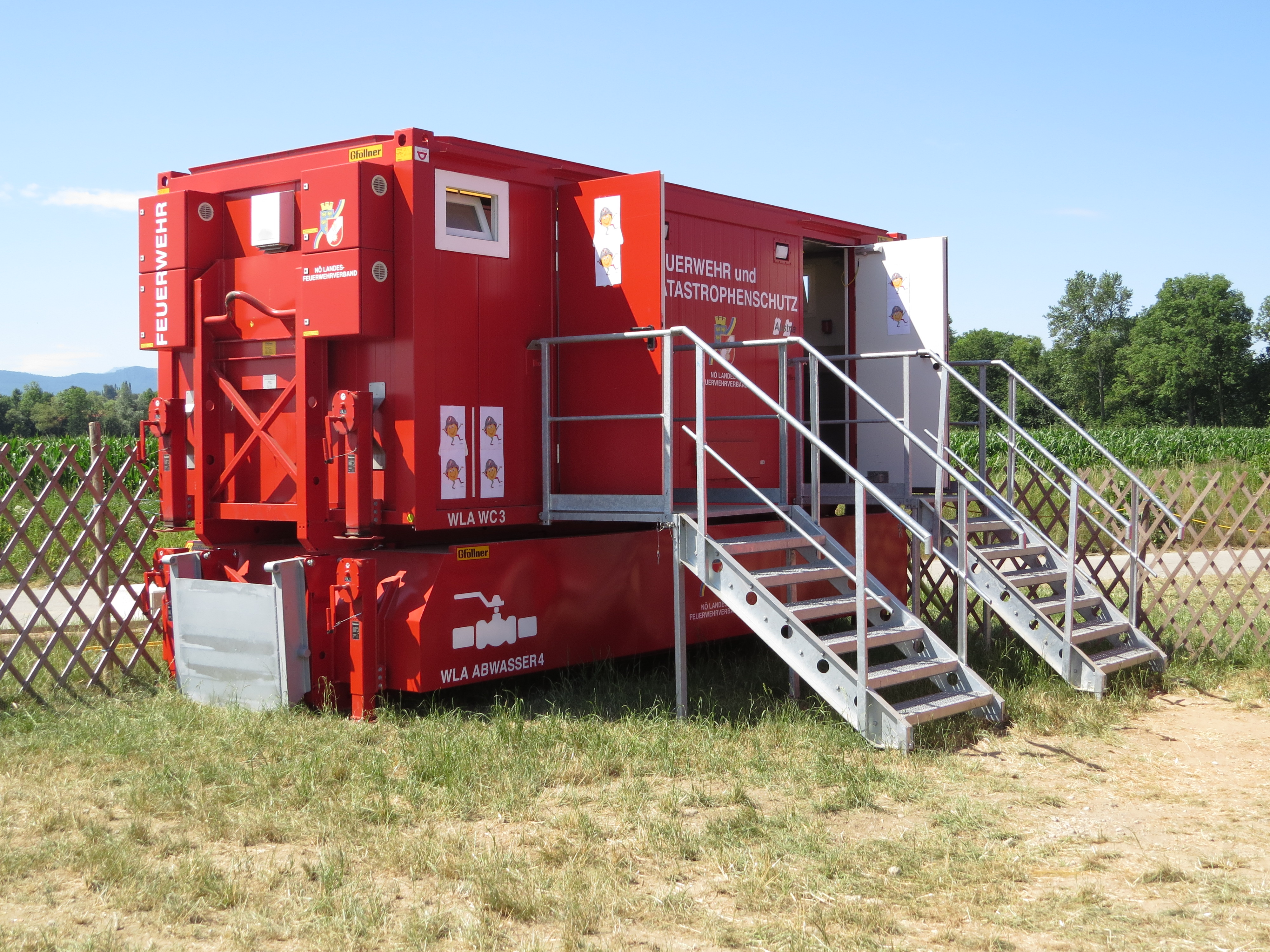
WC-Container der Niederösterreichischen Feuerwehr und Katastrophenschutz am 47. Landestreffen der NÖ Feuerwehrjugend 2019 in Mank, Österreich
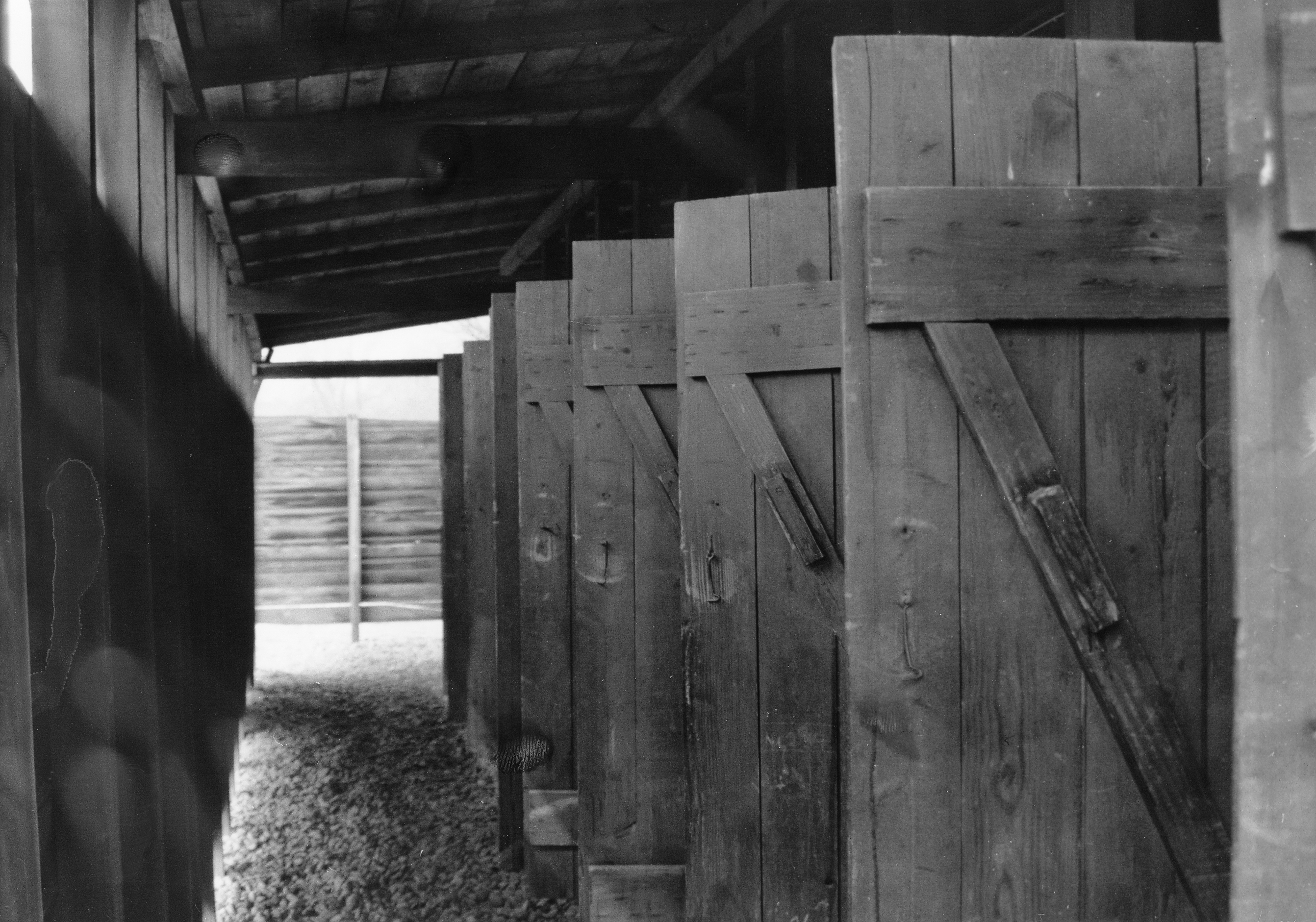
Mannschafts-Latrine der Bundeswehr im Lager Ingolstadt (sog. „Zwölfzylinder“/1984)
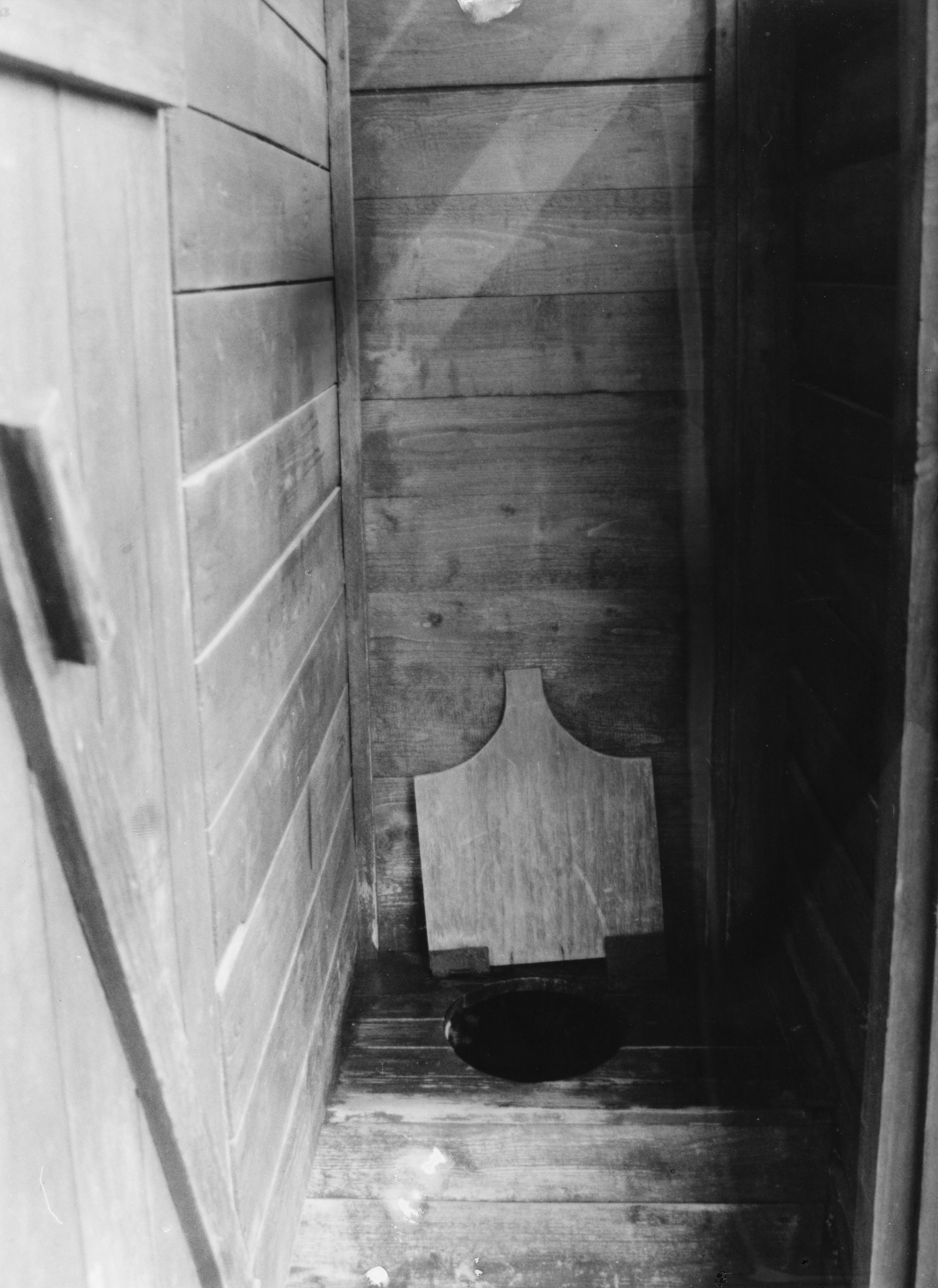
Mannschafts-Latrine der Bundeswehr im Lager Ingolstadt (Innenansicht/1984)

## Technische Daten: Abmessungen, Ausstattung, Randbedingungen
Zur Sicherstellung der Gebrauchstauglichkeit und des Zugangs sind bestimmte Abmessungen (Verkehrs- und Bewegungsflächen, Kabinenmaße) einzuhalten. Zur Sicherstellung des Zugangs zur Rettung hilfloser Personen wird beispielsweise empfohlen, Kabinentüren möglichst nach außen öffnen zu lassen; wo dies nicht möglich ist, muss eine größere Kabinentiefe vorgesehen werden.
Die Höhe des WC-Sitzes z. B. ist entscheidend im Fall von barrierefreien Anlagen, aber auch in Kindertagesstätten und Schulen. Die je nach Umfeld als üblich zu betrachtenden Ausstattungen werden in den Richtlinien der Reihe VDI 6000 tabellarisch vorgegeben. Im öffentlichen Raum besteht vielfach die Anforderung nach Vorkehrungen gegen Vandalismus.
Bedingt durch den demografischen Wandel steigt nicht nur im öffentlichen Bereich, sondern auch im Wohnumfeld der Bedarf an barrierefreien Sanitäreinrichtungen.
Als Standard ist eine Spülleistung von 2 bis 2,4 l/s bei einer Spüldauer von 4 Sekunden vorgesehen. Damit wird sichergestellt, dass die Fäkalien auch durch die horizontale Grundleitung geschwemmt werden, ohne dass sich Ablagerungen bilden.
Die Spüldauer von spülrandlosen WC-Becken mit kleinen Austrittslöchern im Becken ist oft deutlich länger und kann bis zu 18 Sekunden betragen. In Gegenden mit hartem Wasser kann ein verkalktes Spülrohr den Spülstrom behindern.
Geringe Spülleistungen können insbesondere bei großzügig bemessenen Grundleitungen Ablagerungen verursachen.
Bei Becken mit Spülrand sollte der beidseitige Spülstrom im vorderen Bereich des Beckens zusammenlaufen.

## Wasserverbrauch

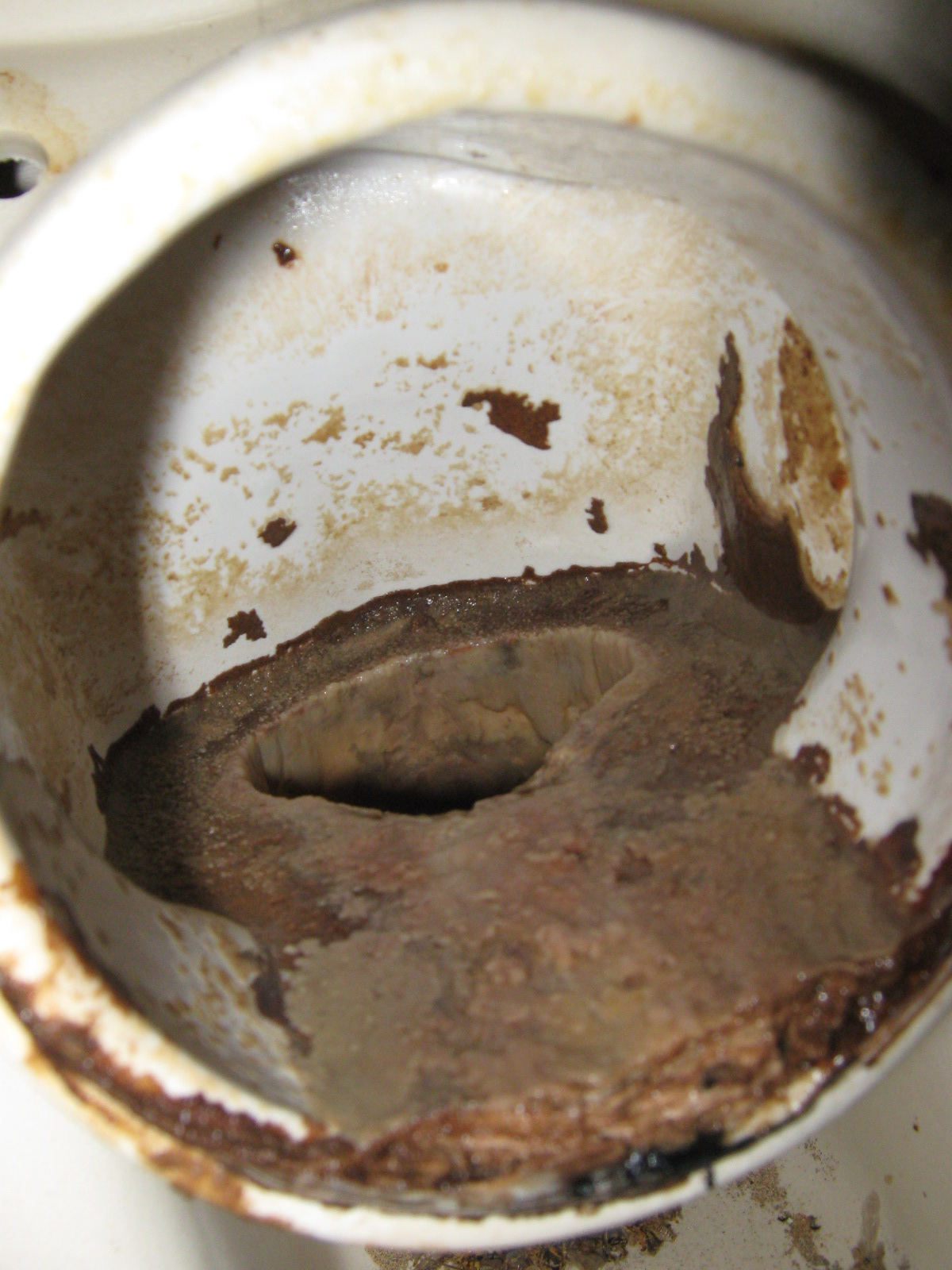
Hintere Ablauföffnung eines WCs mit harten, kalkhaltigen Ablagerungen (vor allem Urinstein)

Traditionelle Spülkästen waren für eine Spülwassermenge von 9–12 Liter ausgelegt. Der Spülvorgang konnte nicht unterbrochen werden. Aufgrund verbesserter Wasserführung im Toilettenelement genügen heutzutage sechs Liter und mittels Spartasten kann die Wasserspülung unterbrochen oder auf drei Liter begrenzt werden. Hugo Feurich entwickelte ein WC, das lediglich zwei Liter für einen Spülvorgang benötigt.
In vielen europäischen Ländern sowie in Japan haben sich Toiletten durchgesetzt, bei denen wahlweise mit einer unterschiedlichen Wassermenge gespült werden kann („Spül-Stopp-Wasserspartechnik“, „Zwei-Mengen-Spülsystem“). In anderen Ländern, wie den USA, wo die Hersteller eher mit generell wassersparenden Toiletten experimentieren, sind Toilettenspülungen mit Wahlschalter noch kaum im Handel.
Viele Toilettenräume sind mit Ablufteinrichtungen ausgestattet, welche Gerüche aus dem Raum ins Freie abführen. Eine andere Ausführung gestattet es, die Abluft direkt aus dem Toilettenbecken abzusaugen.

## Öffentliche Toiletten

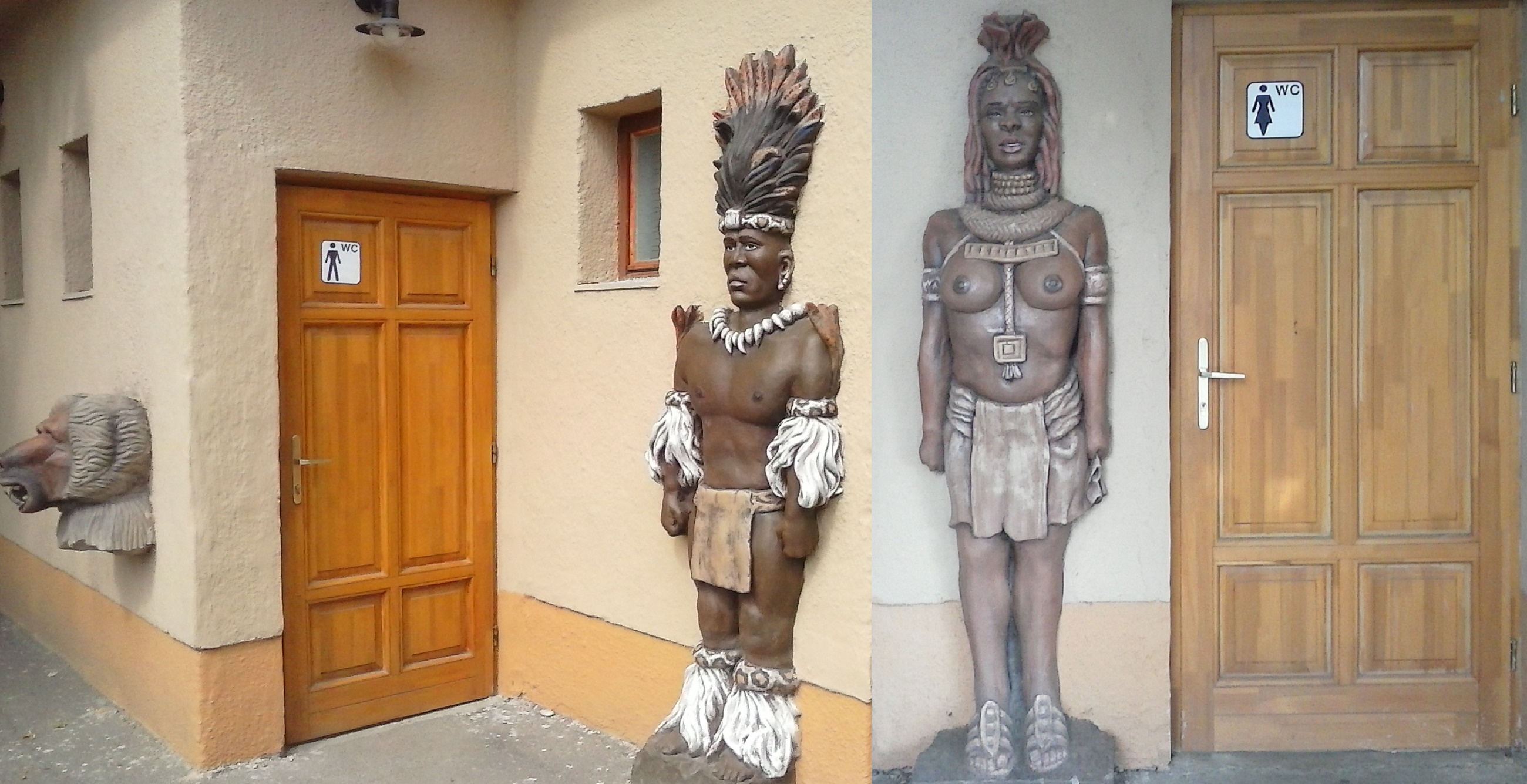
Reliefs am Toilettengebäude im Zoo von Győr, Ungarn

Öffentliche Toiletten werden häufig mit 00 oder WC gekennzeichnet.
Eine Trennung nach Geschlecht ist für öffentliche Toiletten so typisch, dass auch Piktogramme, die lediglich eine Frau und einen Mann zeigen, als Hinweis auf eine öffentliche Toilette dienen. In sogenannten Unisex-Toiletten ist keine Trennung nach Geschlecht vorgesehen, etwa für die Fahrgäste eines Zuges oder in mobilen WCs. Auch an Orten, wo bislang getrennte Toilettenräume üblich oder vorgeschrieben waren, werden inzwischen wieder gemeinsam genutzte Sanitäreinrichtungen vorgesehen. Sie vermeiden Probleme bei der Toilettennutzung durch Eltern mit einem Kind des anderen Geschlechts sowie von Intersexuellen und Personen mit einer nonbinären Transgender-Identität, sparen Platz und können die soziale Kontrolle verbessern.
Öffentliche Herrentoiletten sind in der Regel mit Urinalen oder Pinkelrinne zum Urinieren, seltener mit Speibecken, ausgestattet. In privaten Haushalten sind diese selten anzutreffen.
In öffentlichen Frauentoiletten in den Vereinigten Staaten ist in der Zelle gelegentlich ein zusammenfaltbarer Kindersitz an die Wand montiert, auf dem Kleinkinder mit einem Gurt gesichert abgesetzt werden können, während die Mutter die Toilette benutzt.
In Deutschland und Österreich wurde gefordert, dass in jeder Betriebsstätte, in der Frauen und Männer arbeiten, sowie in Gastronomiebetriebe mit Gastraum, unabhängig von dessen Größe, zwei nach Geschlechtern getrennte Toiletten angeboten werden. In Deutschland wurden die Richtlinien inzwischen gelockert.
Gelegentlich wird das Argument fehlender Damentoiletten genutzt, um die Anstellung weiblicher Mitarbeiter abzulehnen.
Ein Toilettenraum für beide Geschlechter, das ein Urinal für Männer enthält, macht den Toilettenraum für Frauen oft unattraktiv. Eine gewisse Abhilfe schafft eine Trennung in drei Bereiche, von denen der erste mit Waschbecken mit Spiegel durch eine kurze Trennwand von zweiten Bereich mit Urinal abgetrennt ist. Schließlich folgt das WC mit verriegelbarer Tür.
In größeren Betrieben, Ämtern oder Schulen sind getrennte WC-Anlagen für Mitarbeiter einerseits und Kunden, Besucher oder Schüler andererseits üblich. Getrennte Personal- und Patiententoiletten in Krankenhäusern oder Arztpraxen werden aus hygienischen Gründen eingerichtet.
Für den Unterhalt von öffentlichen Toiletten wird oft eine Benutzungsgebühr verlangt. Auch Gaststätten an belebten Orten nehmen gelegentlich eine Gebühr für Nicht-Gäste. Eine Nette Toilette ist in Deutschland eine von Händlern und Gastronomen kostenlos zur öffentlichen Nutzung bereitgestellte Toilette. Dafür erhalten diese eine Aufwandsentschädigung der örtlichen Stadtverwaltung.

## Regionale Eigenarten

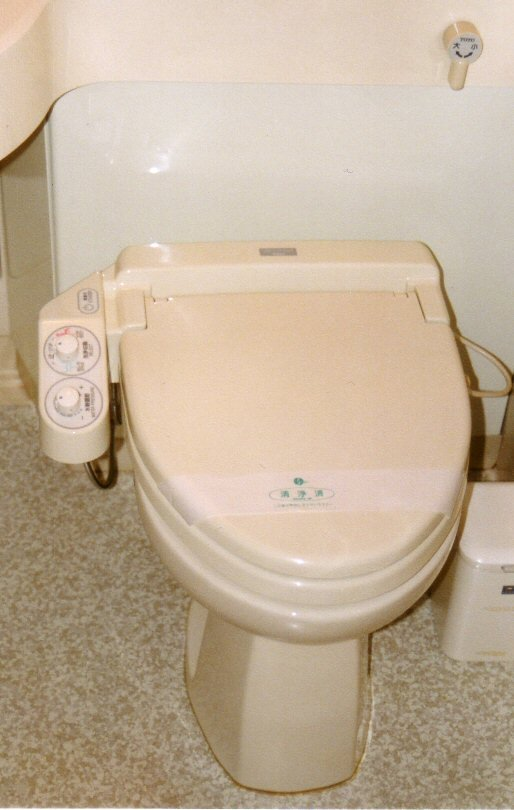
Typische Toilette in Japan mit Bedienelementen

In romanischen Ländern wird neben dem Klosett häufig ein Bidet installiert, das zum Waschen von After und Genitalien dient. In der gehobenen Hotellerie wird diese Ausstattung auch weltweit üblich.
In Industrieländern findet man häufig am Beckenrand von Toiletten sogenannte Duftspüler, die Toilettensteine enthalten. Sie sollen durch Abgabe von Düften unangenehme Gerüche überlagern und enthalten teilweise reinigende Zusätze. In arabischen Ländern befindet sich neben der Toilette stets ein Wasserhahn mit einem kurzen Wasserschlauch oder einem Gefäß zur Beförderung des Wassers zur persönlichen Hygiene und Reinigung der Toilette. Toilettenpapier wird gewöhnlich nicht verwendet. Oft wird ein Abfalleimer für Hygienepapiere und -artikel zur Verfügung gestellt.
In Teilen des Nahen Ostens ist die Benutzung der Toilette in einer Moschee Männern vorbehalten. Auch in Restaurants, auch solchen mit sogenanntem Familienabteil, fehlen oft Damentoiletten. 2006 öffnete im Basarviertel der nordirakischen Stadt Erbil eine erste öffentliche Damentoilette.
In japanischen Toiletten, insbesondere Frauentoiletten, findet sich häufig ein Otohime, ein kleiner Lautsprecher, der die Körpergeräusche übertönt.

## Latrinen-Sprüche und -Parolen

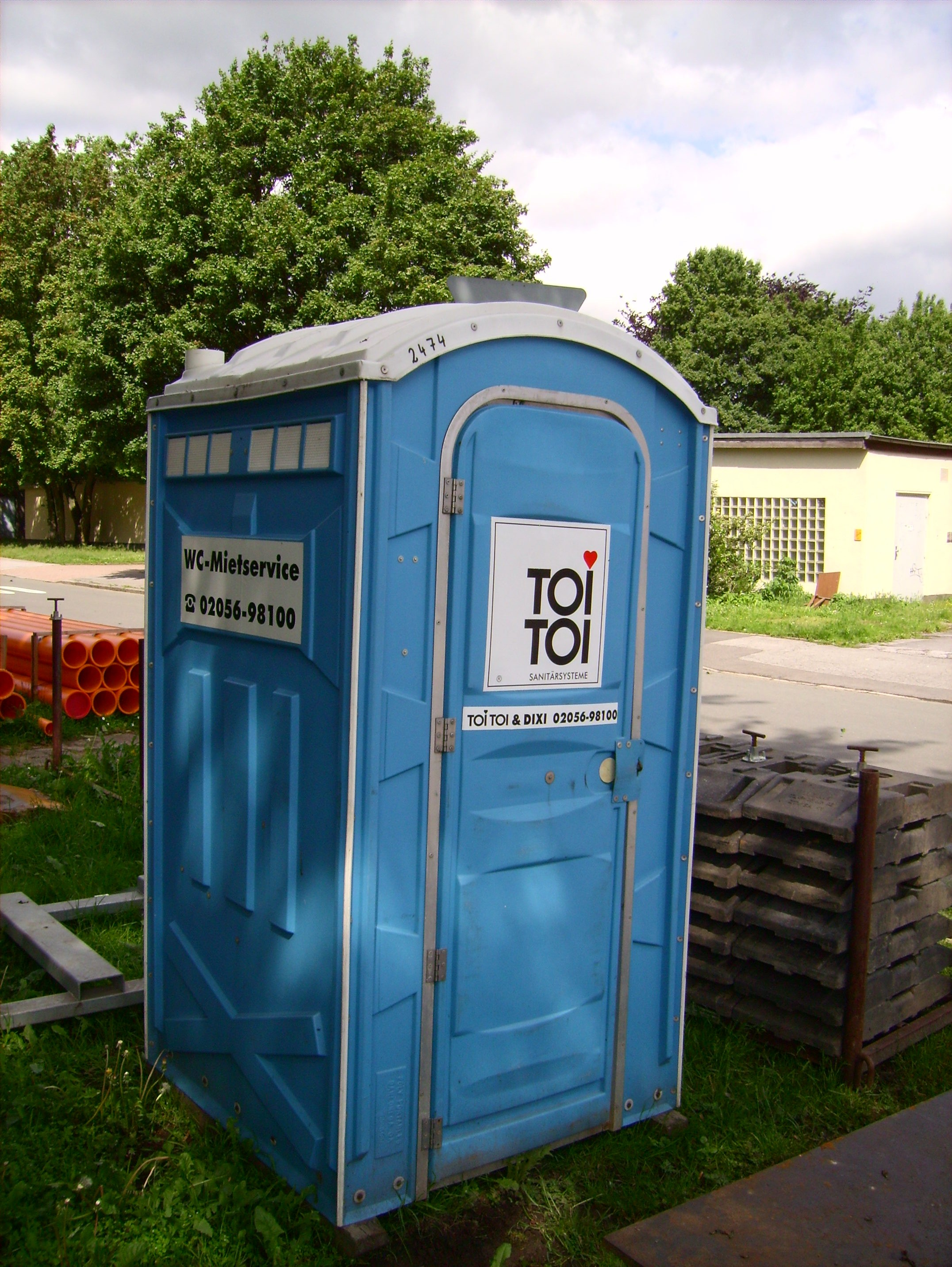
Mobile Toilettenkabine, wie sie auf Baustellen und bei Großveranstaltungen eingesetzt wird

Toiletten sind Orte des Individualismus, in denen ein Kontakt zwischen dem einzelnen Nutzer und der nachfolgenden Öffentlichkeit gelegentlich über Klosprüche hergestellt wird, die an Kabinen-Innenwände geschrieben werden, insbesondere in häufig frequentierten Toiletten, wie bei Bahnhöfen, Gaststätten oder Universitätsgebäuden. Daraus abgeleitet sind Latrinenparolen oder Scheißhausparolen, Begriffe aus der Soldatensprache, die (nicht ernstzunehmende oder pessimistische) Gerüchte meinen, die bei der gemeinsamen Entleerung an der Sickergrube oder Latrine durch alle Mannschaftsgrade entstanden.

## Phobien
Die Phobie Paruresis beschreibt die Angst vor dem Urinieren in öffentlichen Toiletten. Ähnliche Ängste gibt es auch beim Stuhlgang („Rhypophobie“).
Es gibt öffentliche WCs, deren Wände aus „intelligentem Glas“ hergestellt sind. Die elektrisch leitenden Glasflächen werden bei Anlegen einer elektrischen Spannung undurchsichtig. Beim Betreten sind die Wände durchsichtig, erst wenn ein Schalter betätigt wird, werden die Wände undurchsichtig.
Als Kunstinstallation wurde eine öffentliche WC-Anlage errichtet, deren Wände aus halbdurchsichtigen Spiegeln bestehen. Vom dunklen Inneren erscheinen die Wände durchsichtig und die Benutzer des WCs können die Passanten draußen sehen, jedoch kann man von außen nicht hineinsehen.

## Museen
Das städtische Klo & So Sanitärmuseum besteht in Gmunden (Oberösterreich), in Leibnitz das Kleine Sanitärmuseum, das Museum für Wasser, Bad und Design in Schiltach, das Museum für Sanitärtechnik in Gleiwitz sowie das private Klo-Museum in Wiesbaden.

## Herstellung

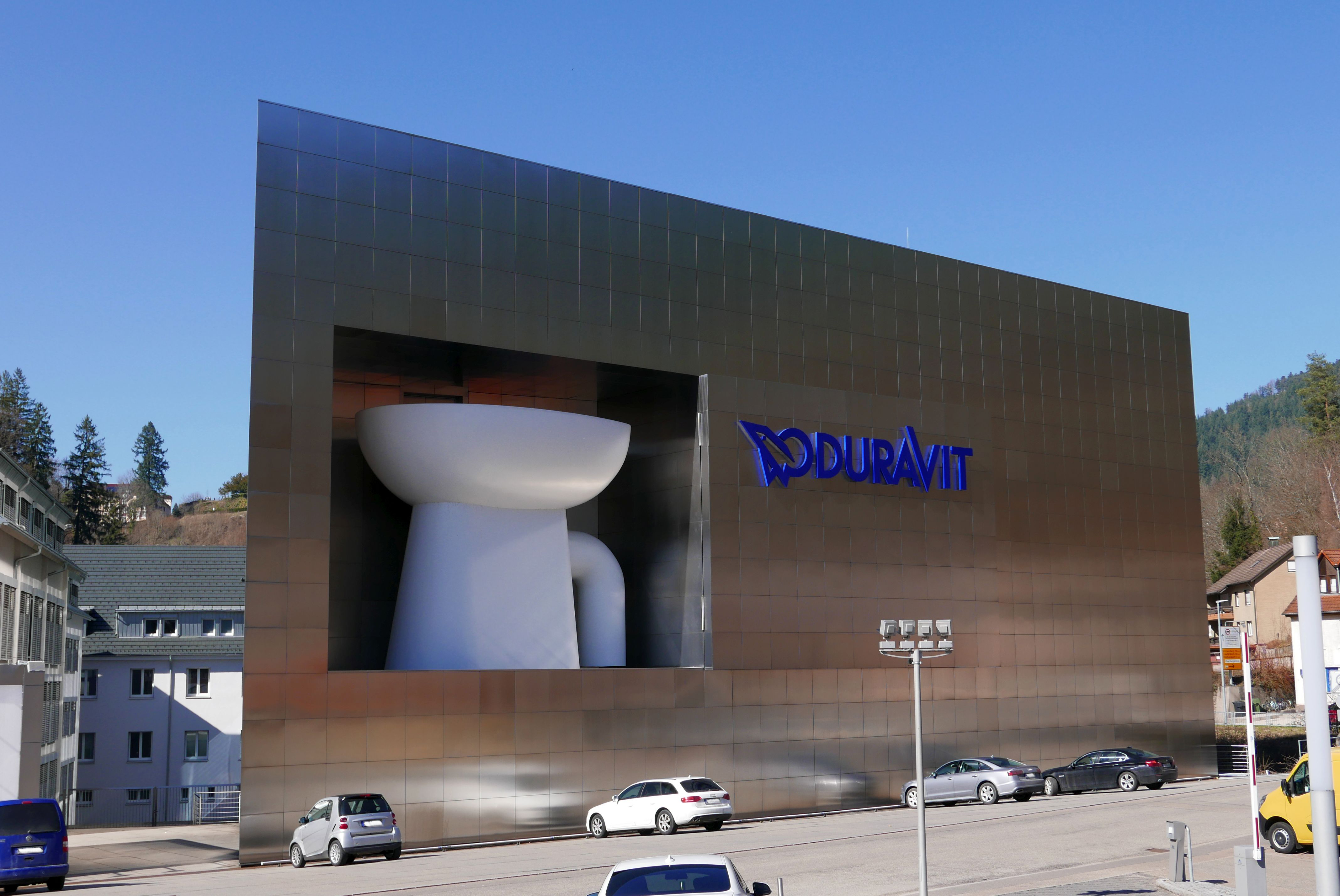
Duravit Design Center in Hornberg

Von einem Dauermodell werden mehrteilige, wieder verwendbare Gipsabdrücke hergestellt.
Üblich sind eine zweiteilige Außen- und eine einteilige Innenform, welche zusammengesetzt die späteren außenliegenden Oberflächen ausbilden. Nach Trocknung werden die Teile zusammengesetzt und von unten mit einer Keramikmasse geflutet, hauptsächlich aus Tonmineralen bestehend, der verstärkend wirkende Anteile zugemischt wurden. Der trockene Gips absorbiert einen Teil der Feuchte aus der Gießmasse, es bildet sich eine feste Schicht aus. Überschüssige, noch flüssige Gießmasse wird abgelassen. Wegen der begrenzten Aufnahmemöglichkeit können von einer Gipsform einige hundert Werkstücke erstellt werden. Nach etwa einer Stunde Verweilzeit können die Gipsformen entfernt werden. Die Grate werden üblicherweise manuell verputzt, gießtechnisch nicht herstellbare Teile wie bei Tiefspülern der Trennsteg im Sumpf des Geruchsverschlusses eingesetzt. Die Anschlüsse werden ausgestochen und kalibriert. Es folgt Trocknung, das Auftragen einer wässrigen Mischung als Grundbeschichtung aus Glaspulver und Kreide, maschinell oder manuell aufgetragener Glasur, Trocknung und Brand bei etwa 1200 °C, bei der die Tonteile miteinander versintern (verschmelzen).

## Richtlinien

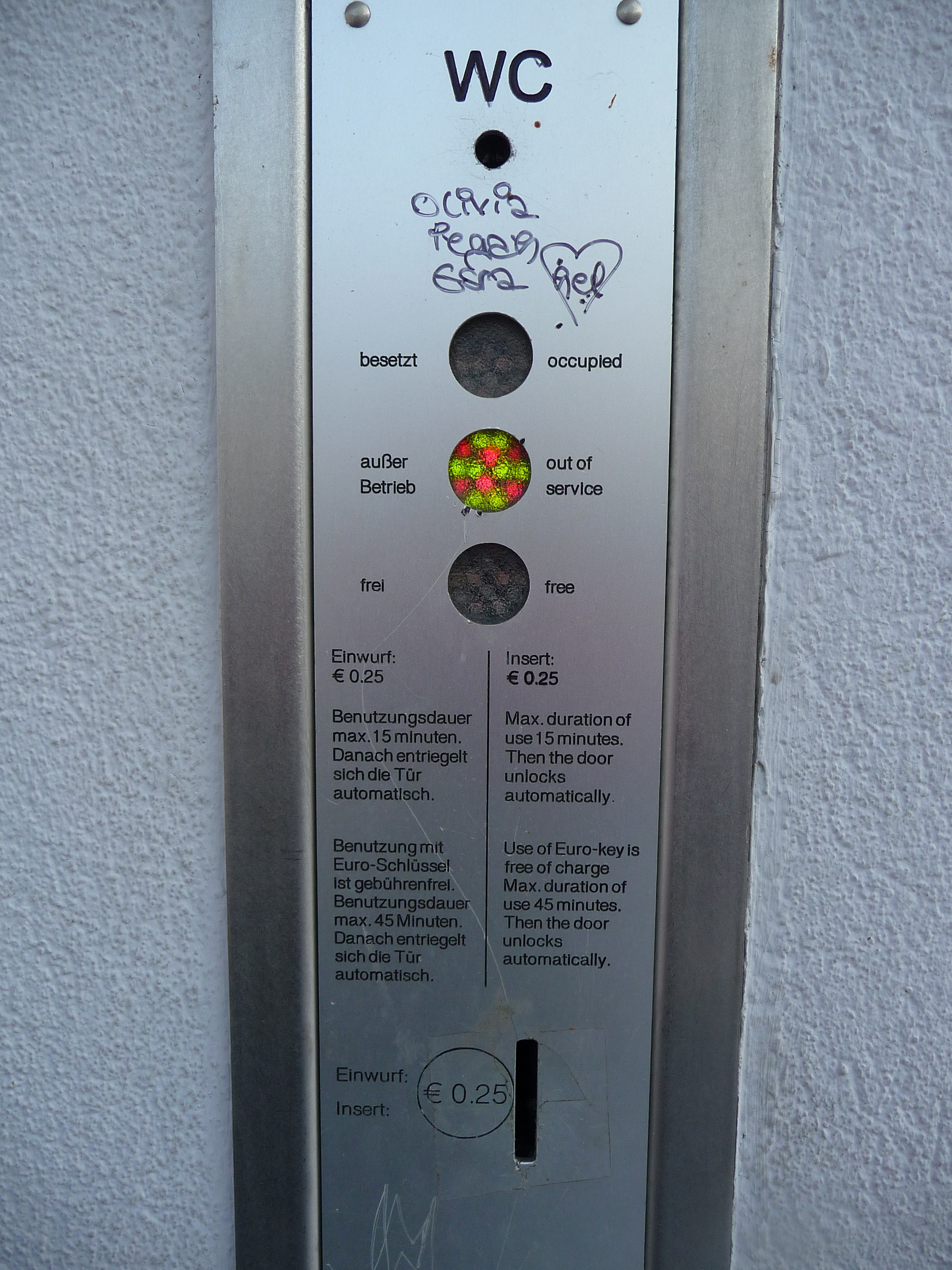
Nutzungshinweise in einem öffentlichen automatischen WC

Die Pflicht zur Errichtung von Toiletten kann sich aus verschiedenen Rechtsnormen ergeben. In Deutschland regeln die Bauordnungen der Länder den Bau von Toiletten, die in der Regel über Wasserspülung verfügen müssen. Teilweise sind auch Toiletten für Rollstuhlfahrer, also barrierefreie WCs, vorzusehen. Barrierefreiheit ist Gegenstand der VDI 6008 Blatt 2 und einiger DIN-Normen. Dabei werden nicht nur Abmessungen geregelt. Die Arbeitsstättenverordnung schreibt vor, dass Arbeitnehmern für Männer und Frauen getrennte Toilettenräume bereitgestellt oder eine getrennte Nutzung ermöglicht werden muss. Weitere Vorschriften finden sich im Gaststättenrecht. Für kleine Gaststätten schreiben nicht mehr alle Bundesländer getrennte Toiletten vor. Der Bedarf an Sanitärobjekten sowie die Ausstattung der Sanitärräume sind Gegenstand anerkannter Regeln der Technik, insbesondere der Richtlinienreihe VDI 6000. Diese Richtlinienreihe besteht aus den einzelnen Richtlinien
- VDI 6000 Blatt 1: Ausstattung von und mit Sanitärräumen; Wohnungen (2008-02)
- VDI/BV-BS 6000 Blatt 1.1: Ausstattung von und mit Sanitärräumen; Grundlagen und Systeme; Vorgefertigte Sanitär-Bauelemente (Fertigsanitärräume, Installationssysteme) (2012-02)
- VDI 6000 Blatt 2: Ausstattung von und mit Sanitärräumen; Arbeitsstätten und Arbeitsplätze (2007-11)
- VDI 6000 Blatt 3: Ausstattung von und mit Sanitärräumen; Versammlungsstätten und Versammlungsräume (2011-06)
- VDI 6000 Blatt 4: Ausstattung von und mit Sanitärräumen; Hotelzimmer (2006-11)
- VDI 6000 Blatt 5: Ausstattung von und mit Sanitärräumen; Seniorenwohnungen, Seniorenheime, Seniorenpflegeheime (2004-11)
- VDI 6000 Blatt 6: Ausstattung von und mit Sanitärräumen; Kindergärten, Kindertagesstätten, Schulen (2006-11)

Anforderungen zu öffentlichen Toiletten sind in der Richtlinie VDI 3818 „Öffentliche Sanitärräume“ enthalten.

## Bedarfsermittlung
Grundlegend für die Planung von Sanitäranlagen ist die Bedarfsermittlung. Der Ausstattungsumfang an Sanitärobjekten (WCs, Urinale, Waschbecken usw.) wird nach der Anzahl der Nutzer und der angenommenen Gleichzeitigkeit bei der Nutzung der Einrichtungen ermittelt. So ist etwa bei Versammlungsstätten, an denen Veranstaltungen durchgeführt werden, von einer hohen Gleichzeitigkeit in Pausen und nach Ende der Veranstaltung auszugehen, während sich die Nutzung bei einer Messe gleichmäßiger verteilt. Für die verschiedenen Fälle liefert VDI 6000 Vorgaben.

## Trivia
- In seinem Film Das Gespenst der Freiheit (1974) hat Luis Buñuel die Tabuisierung des Gangs zur Toilette persifliert. Während die bürgerliche Gesellschaft bei einem Empfang gemeinsam auf der Toilette sitzt und darin nichts Anstößiges sieht, ist nunmehr das Essen tabuisiert. Gegessen wird an einem abgeschiedenen „stillen Örtchen“.[33]
- Der Versicherungsunternehmer[34] Rudolf Protz[35] ließ in der Reichshauptstadt Berlin seit den 1880er Jahren[36] die ersten öffentlichen Toiletten („Bedürfnisanstalten“) einrichten.
- In Hamburg ist die Toilette unter der Bezeichnung „Tante Meier“ bekannt.[37] Der Begriff stammt aus der Hamburger Franzosenzeit: Wenn der französische Besatzungssoldat zur Toilette musste, ging er zum tente majeure, zum Hauptzelt. Die Hamburger Deern, des Französischen nicht mächtig, verstand Tantmajör und verballhornte dies zu „Tante Meier“.
- Die Toilette ist sicher ein Ort der Abspannung bei anstrengenden Situationen. Nach einer Umfrage der Jobbörse Jobware aus dem Jahr 2018 nutzt nahezu jeder zweite Arbeitnehmer (48 %) den Toilettengang während der Arbeitszeit, um eine Pause zu machen oder sich mit privaten Dingen zu beschäftigen. 33 % der Befragten gaben an, dass das stille Örtchen eine Atempause vom täglichen Arbeitsstress bietet. Das Smartphone bietet dabei für 15 % Gelegenheit zum Spielen und zweckfremden Chatten. Zum anderen sind 33 % der Arbeitgeber überzeugt, dass ihre Angestellten auf dem stillen Örtchen eine Pause einlegen.[38]
- Das Verb protzen, auch abprotzen, ist eine seit dem Ende des 19. Jahrhunderts von Berlin ausgehende gängige Umschreibung für „eine (vorrangig öffentliche) Toilette benutzen“. Abgeleitet vom Namen des Versicherungs-Unternehmers[39] Rudolf Protz,[40] der die ersten öffentlichen Toiletten („Bedürfniß Anstalten“) einrichten ließ. Der Begriff ist etwa seit den 1990er Jahren zunehmend ungebräuchlich geworden.[41]